# Liste der Baudenkmäler in Grevenbroich
Die Liste der Baudenkmäler in Grevenbroich enthält die denkmalgeschützten Bauwerke auf dem Gebiet der Stadt Grevenbroich im Rhein-Kreis Neuss in Nordrhein-Westfalen (Stand: Oktober 2011). Diese Baudenkmäler sind in der Denkmalliste der Stadt Grevenbroich eingetragen; Grundlage für die Aufnahme ist das Denkmalschutzgesetz Nordrhein-Westfalen (DSchG NRW).

| Bild                                                                                 | Bezeichnung                                                                          | Lage                                                                               | Beschreibung | Bauzeit                | Eingetragen seit | Denkmal- nummer |
| ------------------------------------------------------------------------------------ | ------------------------------------------------------------------------------------ | ---------------------------------------------------------------------------------- | --- | ---------------------- | ---------------- | --------------- |
| weitere Bilder                                                                       | Katholische Pfarrkirche St. Maria Himmelfahrt                                        | Gustorf Marienplatz 1 Karte                                                        | Nach Plänen des Architekten August Rincklake errichtete 3-schiffige neugotische Backsteinbasilika mit Tuff-Bändern, 3-seitiger Chorschluss mit Apsiden, Querschiff mit Dachreiter und Westturm, Strebewerk. Von der zeitgenössischen Ausstattung erhalten sind Chorgestühl, Kopien der Chorschranken, Beichtstühle, Orgelempore (1884); Orgel des Linzer Orgelbauers Stockhausen (1886), umgebaut 1961; Kreuzigungsgruppe aus Holz über dem Hochaltar (1490), in der Seitenkapelle des südlichen Querschiffs Muttergottes aus Holz (um 1400); um die Kirche herum neuere Friedhofsanlage mit einigen Grabkreuzen des 17./18. Jhdts. und einer städtebaulich wichtigen Friedhofsmauer; am Südquerschiff Grabkapelle auf quadratischem Grundriss mit Dreipass-Arkaden und eingestellten Säulchen, oktogonaler Turmaufsatz mit Helmdach, im Inneren neugotisches Grabkreuz von 1885 mit neuem Kreuzaufsatz; Am Chor Missionskreuz von 1737; Sandstein, Sockel mit Inschrift und Nische, Holzkreuz mit Holzkorpus | 1874–1876              | 26.03.1984       | 1               |
| Amtsgericht                                                                          | Amtsgericht                                                                          | Grevenbroich Lindenstraße 33–37 Karte                                              | 1905 über L-förmigem Grundriss errichtet, zweigeschossig in 9 Achsen, seitlich 10 Achsen; Putzquader-Sockel mit darüber liegenden Rauputzfassaden, die durch die für diese Zeit an Gerichtsgebäuden üblichen Neurenaissance-Treppengiebel aufgelockert und betont werden; darunter deutliche Hervorhebung des Eingangs und größere Fenster; Das schlichte Dach mit einfachen langgezogenen Gauben wird durch einen mächtigen polygonalen Dachreiter mit Haubendach betont. In seinem äußeren Erscheinungsbild ist dieses Gebäude ein typischer Vertreter von Gerichtsgebäuden der Zeit um 1900 in einer wirtschaftlich aufstrebenden Kleinstadt. Außerhalb der damaligen Stadtgrenze an der Ausfallstraße nach Köln errichtet (wie schon fünf Jahre vorher die Kreisverwaltung) erhoffte man durch den industriellen Aufschwung eine Ausdehnung der Stadt; moderner Anbau aus dem 21. Jahrhundert | 1905                   | 02.04.1984       | 2               |
| Kath. Bildungszentrum                                                                | Kath. Bildungszentrum                                                                | Grevenbroich Lindenstraße 1 Karte                                                  | Mitte 19. Jahrhundert, 3-geschossig in 5 Achsen, die Mittelachse betont durch Balkon und Zwerchgiebelhaus, darunter auch anfänglich der Eingang. Quaderputzfassade, Walmdach, nach rechts ein 1-geschossiger Anbau mit Mansarddach Vor 1920 Eingang in Anbau verlegt und Haupthaus im EG mit 5-Achsen-Fenster, dadurch Grundrissveränderung im EG-Haupthaus. Im Haupthaus erhaltenswerte Holztreppe sowie im Erdgeschoss aufwändige Wandbekleidungen aus Holz. Ebenso erhaltenswert der Steinfußboden im Dielenbereich Erdgeschoss. | Mitte 19. Jh.          | 30.03.1984       | 3               |
| Wohnhaus                                                                             | Wohnhaus                                                                             | Grevenbroich Lindenstraße 7 Karte                                                  | In den Jahren 1905 bis 1907 errichtetes Wohnhaus im eklektizistischen Stil; 3-geschossig mit Mezzanin in 3 Achsen, der Eingang an der Seite, Mittelachse durch Lisenen betont, Treppengiebel mit Rundbogenkranzgesims | 1905–1907              | 30.03.1984       | 4               |
| Wohnhaus                                                                             | Wohnhaus                                                                             | Grevenbroich Lindenstraße 44 Karte                                                 | 2. Hälfte 18. Jahrhundert; spätklassizistische, 2-geschossige Villa in 4 Achsen mit rückwärtig 1-geschossigem Anbau mit Erker und Terrasse, im EG Quaderputzfassade, ausladendes Kranzgesims mit Walmdach und mit seitlicher im Originalzustand erhaltener Haustür. Entlang der Lindenstraße seitlicher 2-geschossiger 2-achsiger Anbau. Die Zaunanlage, bestehend aus Mauerpfeiler, Eisengitter und Torkonstruktion, stellt einen denkmalpflegerisch wichtigen Bestandteil des Gesamtkomplexes dar. | 2. Hälfte 18. Jh.      | 30.03.1984       | 5               |
| Wegekapelle                                                                          | Wegekapelle                                                                          | Noithausen Am Rittergut 8 Karte                                                    | Um 1900; Backstein, mit 3-seitiger Apsis, Lisenengliederung, Rundbogentor, im Innern verputzt, Altar mit Pieta aus Gips. | um 1900                | 30.03.1984       | 6               |
| Wegkreuz, Hagelkreuz                                                                 | Wegkreuz, Hagelkreuz                                                                 | Grevenbroich Ecke Linden-/Nordstraße Karte                                         | Ende 19. Jahrhundert; Sandstein-Blöcke auf quadratischem Grundriss mit tiefer Rechtecknische, ausladendem Kranzgesims und Giebel | Ende 19. Jh.           | 05.04.1984       | 7               |
| Bürohaus                                                                             | Bürohaus                                                                             | Grevenbroich Lindenstraße 3–5 Karte                                                | 2-geschossiges Doppelhaus aus der Mitte des 19. Jahrhunderts in je 5 Achsen mit Werksteinrahmungen, spätklassizistische Quaderputzfassade, Vorgarten mit Geländer aus der gleichen Zeit | Mitte 19. Jh.          | 05.04.1984       | 8               |
| Geschäfts- und Wohnhaus                                                              | Geschäfts- und Wohnhaus                                                              | Grevenbroich Lindenstraße 25 Karte                                                 | Um 1830 errichtet; Hauptgebäude ohne Anbauten; 2-geschossiges Backsteinhaus in 5 Achsen mit spätklassizistischer Tür- und Fensterrahmung, Walmdach; An der Tür befindet sich ein Oberlicht; Nutzung als Wohnhaus mit Apotheke und Anwaltskanzleien | um 1830                | 10.04.1984       | 9               |
| Landwirtschaftlicher Betrieb Frenzenhof                                              | Landwirtschaftlicher Betrieb Frenzenhof                                              | Gindorf Zur Wassermühle 1 Karte                                                    | Ehemalige Wasserburg aus dem 16. Jahrhundert; 4-flügeliger Backsteinhof mit 2-geschossigem Wohntrakt in nicht durchzogenen Achsen, Torhaus 2-geschossig, Tor aus Sandsteinquadern mit Wappen, Fenstergewände aus Holz und Sandstein, Walmdach; an der Südwestecke Berfes auf quadratischem Grundriss mit Helmdach (15. Jahrhundert); Wohntrakt im 19. Jahrhundert verändert, Wappeninschrift „Raetz-von-Frenz“ „Selbach-von-Loe“ erhalten, die Vorburg, das ehemalige Herrenhaus, wurde abgerissen und 1933 durch eine Scheune ersetzt. | 16. Jh.                | 10.04.1984       | 10              |
| Betriebs- und Verwaltungsgebäude des ehemaligen Wasserwerks mit Gleichstromkraftwerk | Betriebs- und Verwaltungsgebäude des ehemaligen Wasserwerks mit Gleichstromkraftwerk | Grevenbroich Nordstraße 36 Karte                                                   | durch die Continentale Gesellschaft für elektrische Unternehmungen errichtete kombinierte Anlage aus Elektrizitätswerk und Wasserwerk mit Betriebshallen und vorgesetztem Verwaltungshaus in Backstein-Sichtmauerwerk, 3 Geschosse, 8 Achsen, äußere Achsen leicht vorgezogen und übergiebelt (verputzte Eckpilaster); Werkhalle verändert; Wasserturm auf 2-geschossigem Backsteinunterbau mit Lisenengliederung und sich nach oben verjüngendem Rundturm mit ausgeladenem Gesims; Jahreszahl in der Wetterfahne; Das Wasserwerk dokumentiert für Grevenbroich die Entwicklung einer systematischen, zentralen Wasserversorgung am Ende des 19. Jahrhunderts. | 1897                   | 09.04.1984       | 11              |
| Geschäfts- und Wohnhaus                                                              | Geschäfts- und Wohnhaus                                                              | Grevenbroich Lindenstraße 34 Karte                                                 | erhaltenes Wohnhaus einer ehemaligen Backstein-Hofanlage von ca. 1890; 2-geschossig in 5 Achsen mit umbiegenden Kranzgesims und Walmdach sowie Reste der Tordurchfahrt | ca. 1890               | 17.04.1984       | 12              |
| Katholische Pfarrkirche St. Peter und Paul                                           | Katholische Pfarrkirche St. Peter und Paul                                           | Grevenbroich Am Markt 9 Karte                                                      | Umbau der ehemaligen Zisterzienser-Klosterkirche 1900–1902 durch Architekt Franz Statz; 3-schiffige, neugotische Backstein-Hallenkirche mit polygonalem Chor, Querdächern und im Norden vorgesetztem Westturm (im Kern 15. Jh.), im Innern Kreuzrippengewölbe, das nördliche Seitenschiff in den beiden mittleren Jochen zugemauert und als Kapelle umgestaltet (Rest des alten Chors des 15. Jahrhunderts); von der zeitgenössischen Ausstattung Hochaltar, 2 Beichtstühle, ein Seitenaltar, die Kirchenbänke und die Orgelempore erhalten | 1900–1902              | 17.04.1984       | 13              |
| Katholische Bildungsstätte „Bernardusheim“                                           | Katholische Bildungsstätte „Bernardusheim“                                           | Grevenbroich Ostwall 16 Karte                                                      | Ehemaliges Zisterzienserkloster von 1782, 1949 überarbeitet; Erhalten sind der Nordflügel, an die Pfarrkirche anschließend, in 9 Achsen mit Korbbogenfenstern mit Werksteinrahmung, an der Nord-Ost-Ecke Rundturm aus Backstein mit verschiefertem Helmdach mit Laterne und Haube, der übrige Flügel mit Mansardwalmdach; Fassaden und Eingangsseite 1949 überarbeitet, Rückseite Backstein geschlämmt | 1782                   | 17.04.1984       | 14              |
| Katholisches Verwaltungsgebäude                                                      | Katholisches Verwaltungsgebäude                                                      | Grevenbroich Ostwall 20–22 Karte                                                   | ca. 1900 erbaut; Backstein, 2-geschossig in 9 Achsen, Eingänge an den Seiten, 2 Mittelachsen an den Seiten leicht vorgezogen und übergiebelt, Krüppelwalmdach. | ca. 1900               | 17.04.1984       | 15              |
| Wohnhaus                                                                             | Wohnhaus                                                                             | Grevenbroich Schlossstraße 1 Karte                                                 | Anfang des 19. Jahrhunderts errichtetes Wohnhaus aus Backstein, geschlämmt, in 3 auf 2 Achsen, Tür und Fenster im Erdgeschoss mit Rundbögen | Anfang 19. Jh.         | 17.04.1984       | 16              |
| Landwirtschaftlicher Betrieb „Herkenbuscher Hof“                                     | Landwirtschaftlicher Betrieb „Herkenbuscher Hof“                                     | Allrath Gut Herkenbusch 1 Karte                                                    | 4-flüglige Backsteinhofanlage aus dem 19. Jh.; Wohnhaus 2-geschossig in 5 Achsen, Scheunentrakte mit Krüppelwalmdach, teilweise im 20. Jh. modernisiert; kleiner Fachwerkschuppen | 19. Jh.                | 17.04.1984       | 17              |
| Verwaltungsgebäude der Aluminiumhütte der Erftwerk AG                                | Verwaltungsgebäude der Aluminiumhütte der Erftwerk AG                                | Allrath Aluminiumstraße Karte                                                      | 2-geschossiger Backsteinbau mit flankierenden niedrigen Seitentrakten in je 7 Achsen, Mitteltrakt risalitartig vorgezogen, mit Walmdach | um 1930                | 17.04.1984       | 18              |
| Wegekreuz                                                                            | Wegekreuz                                                                            | Allrath Ecke Bongarder Straße / Neurather Straße Karte                             | Wegekreuz aus dem 18. Jh., Sandstein verputzt, Sockel mit Inschrift, Muschelnische, Kreuz mit Steinkorpus | 18. Jh.                | 17.04.1984       | 19              |
| Wohn- und Geschäftshaus                                                              | Wohn- und Geschäftshaus                                                              | Grevenbroich Am Markt 10 Karte                                                     | Um 1900 erbautes 3-geschossiges Eckhaus in 5:1:5 Achsen; Eckachse erkerartig ausgebaut und turmartig erhöht mit geschweiftem Haubendach; rechte Achse zum Markt verbreitert und übergiebelt; Putzfassade mit Backsteinornamentik; Walmdach | um 1900                | 24.04.1984       | 20              |
| Löwenbrunnen                                                                         | Löwenbrunnen                                                                         | Grevenbroich Am Markt Karte                                                        | inschriftlich datiert 1914, Muschelkalk, achteckige Brunnenschale, Mittelsäule mit Kapitell mit wasserspeienden Masken an den Ecken, darüber ein das Grevenbroicher Wappen in der rechten Tatze haltender Löwe | 1914                   | 24.04.1984       | 21              |
| weitere Bilder                                                                       | Städtisches Museum „Villa Erckens“                                                   | Grevenbroich Am Stadtpark 1 Karte                                                  | 2-geschossige Villa des Tuchfabrikanten Oskar Erckens in historisierenden Schmuckformen mit Säulenvorlagen über dem Eingang und an den Seiten, Putzfassade mit Stuckornamentik, an der Gartenseite 5-seitig breit vorgezogener Erker mit Pilastergliederung und Haubendach; Mansarddach; ehemals zugehöriger Garten mit altem Baumbestand, heute Stadtpark | 1888                   | 24.11.1987       | 22              |
| weitere Bilder                                                                       | Altes Schloss bestehend aus Palas, Haus Hartmann und Torhaus                         | Grevenbroich Schlossstraße Karte                                                   | dreigeschossiger Flügel (Palas) des Alten Schlosses aus dem 15. Jahrhundert aus Backstein mit hohen Kreuzstockfenstern und an der Rückseite versetztem viergeschossigem Treppenturm mit flachem Pyramidendach; im 19. Jahrhundert und später verändert. Zweigeschossiges Wirtschaftsgebäude von 1724 „Haus Hartmann“ in sieben Achsen mit Werksteingewänden, Ankersplinte mit Jahreszahl. Vom Torhaus erhalten: das Untergeschoss mit Tordurchfahrt, das Obergeschoss im 20. Jahrhundert in Fachwerk erneuert; zugehörig: zweigeschossige Fachwerkbauten mit Backsteinsockelgeschoss (Anfang 20. Jahrhundert). | 15. Jahrhundert        | 24.04.1984       | 23              |
| Städtisches Verwaltungs- und Versammlungsgebäude (ehem. „Elsener Mühle“)             | Städtisches Verwaltungs- und Versammlungsgebäude (ehem. „Elsener Mühle“)             | Grevenbroich Stadtparkinsel Karte                                                  | Ehemalige Mühle von 1891; mehrflügeliger Backsteinkomplex; Fachwerk mit Backsteingefachen geschlämmt, zweigeschossig in 6 Achsen, seitlich eingeschossiger Fachwerkbau; ehem. Mühlenhaus, Backstein, zweigeschossig mit Rundbogenfenstern im Erdgeschoss (Ende 19. Jahrhundert), zugehörige Lagerhalle in Backstein, eingeschossig mit großen Rundbogen-Fenstern und Lisenengliederung, Jahreszahl 1891 im Torkeilstein | 1891                   | 24.04.1984       | 24              |
| Kriegerdenkmal                                                                       | Kriegerdenkmal                                                                       | Grevenbroich Platz der Deutschen Einheit Karte                                     | Bildhauer: Joseph Hammerschmidt (Düsseldorf); Granit, Sockel mit Inschrift, Pfeiler mit eingestellten Ecksäulen, Kriegerfigur aus Bronze und Adler als Bekrönung | 1907                   | 24.04.1984       | 25              |
| Wegestock                                                                            | Wegestock                                                                            | Laach Am Laacher Haus Karte                                                        | Der Wegestock wurde im Jahre 1776 von der Familie von Locquenghien errichtet. Er besteht aus Sandsteinblöcken auf quadratischem Grundriss. In einer tiefen Rechtecknische befindet sich eine moderne Gipsfigur. Darüber ein ausladendes Kranzgesims und ein Giebel mit Steinkreuz. Die Inschrift mit der Jahreszahl befindet sich im Sockel. | 1776                   | 24.04.1984       | 26              |
| Landwirtschaftlicher und gewerblicher Betrieb                                        | Landwirtschaftlicher und gewerblicher Betrieb                                        | Elsen Jülicher Straße 56 und 58 Karte                                              | Ende des 19. Jahrhunderts erbautes 2-geschossiges Doppelhaus in je 3 Achsen, Backstein, Krüppelwalmdach. An der Seite des Wohnhauses Jülicher Str. 58 Portaleinfassung mit Wappen von 1731 (Elsener Wappen). Im hinteren Grundstücksbereich zwei Backsteinscheunen, die westliche von 1810, die östliche von 1834. | Ende 9. Jh.            | 19.10.1993       | 27              |
| Backsteinhofanlage                                                                   | Backsteinhofanlage                                                                   | Noithausen Am Rittergut 8 Karte                                                    | 4-flüglige Backsteinhofanlage aus der 2. Hälfte des 19. Jh.; Wohnhaus 2-geschossig in 6:3 Achsen, Werkstein-Sohlbänke; Fenster und Hofseite teilweise verändert. | 2. Hälfte 19. Jh.      | 27.04.1984       | 28              |
| Wohnhaus                                                                             | Wohnhaus                                                                             | Allrath Am Kruchenhof 50 Karte                                                     | Rest einer ehemaligen vierflügligen Backsteinhofanlage, des Münker-Hofes, errichtet Ende des 18. Jahrhunderts, bestehend aus Wohnhaus und Remise. Das Wohnhaus ist 2-geschossig in 7 Achsen, Backstein geschlämmt. Gewände und Sohlbänke aus Sandstein, Giebelseite verputzt. Jahreszahl im Torkeilstein 1782Rest einer ehemaligen vierflügligen Backsteinhofanlage, des Münker-Hofes, errichtet Ende des 18. Jahrhunderts, bestehend aus Wohnhaus und Remise. Das Wohnhaus ist 2-geschossig in 7 Achsen, Backstein geschlämmt. Gewände und Sohlbänke aus Sandstein, Giebelseite verputzt. Jahreszahl im Torkeilstein 1782. | 1782                   | 14.05.1984       | 29              |
| Hofanlage                                                                            | Hofanlage                                                                            | Barrenstein Wevelinghovener Straße 14 Karte                                        | 4-flüglige geschlossene Hofanlage aus Mitte des 19. Jh. (Breidenhof). Ehemaliger Bauernhof, in den 1990er Jahren zur Wohnanlage umgebaut. Wohnhaus 2-geschossig in 5 Achsen, die 3 mittleren Achsen leicht vorgezogen und übergiebelt, spätklassizistische Türrahmung aus Sandstein. Scheune in den vorhandenen Kubaturen zu Wohnungen umgebaut, mittlere Achsen wie im Wohnhaus leicht vorgezogen und übergiebelt. Die Bedeutung als landschaftstypische Anlage wird zusätzlich durch ihre Lage im Straßenverband betont. Sie prägt entscheidend das Bild des Stadtteiles Barrenstein. | Mitte 19. Jh.          | 15.05.1984       | 30              |
| Wegestock                                                                            | Wegestock                                                                            | Laach Am Laacher Haus Karte                                                        | Wegestock von 1882. Sandstein verputzt, neugotische Schmuckformen, Kreuz mit Metallkorpus, neuer Backsteinsockel. | 1882                   | 14.05.1984       | 31              |
| Geschäfts- und Wohnhaus                                                              | Geschäfts- und Wohnhaus                                                              | Grevenbroich Kölner Straße 33 Karte                                                | Um 1900 erbautes 2-geschossiges Giebelhaus in 3 Achsen aus Backstein mit Verzierungen; Stichbogenfenster im Obergeschoss, im Erdgeschoss alter Ladeneinbau und Gaststätte. | um 1900                | 16.05.1984       | 32              |
| Ständehaus und Verwaltungsgebäude                                                    | Ständehaus und Verwaltungsgebäude                                                    | Grevenbroich Lindenstraße 2–4 Karte                                                | Ständehaus nach Entwurf des Düsseldorfer Architekten Caspar Clemens Pickel; zweigeschossiger Bau mit vier Achsen mit flankierenden dreigeschossigen Risaliten mit geschweiftem Haubendach und Laterne; Mittelachsen mit Renaissance-Giebel und Jahreszahl;;Fassade aus Backstein mit Werksteingliederung in Neurenaissance-Schmuckformen, Seitenfassaden und Rückseite mit Treppengiebeln; zugehöriger Seitenflügel aus der gleichen Zeit zweigeschossig mit sechs Achsen; 1896 angebautes Verwaltungsgebäude als zweigeschossiger zweiflügliger Backsteinbau zu fünf bzw. sechs Achsen mit Werksteingliederung, Seitenfassade mit Treppengiebel | 1885, 1896             | 16.05.1984       | 33              |
| Verwaltungsgebäude                                                                   | Verwaltungsgebäude                                                                   | Grevenbroich Lindenstraße 14 Karte                                                 | eingeschossiger Backsteinbau mit oval vorgezogenem zweigeschossigem turmartigen Bau mit verschiefertem Haubendach; Rundbogenfenster, neubarocke Schmuckformen, Mansard-Walmdach | um 1930                | 16.05.1984       | 34              |
| Büro- und Wohnhaus                                                                   | Büro- und Wohnhaus                                                                   | Grevenbroich Schlossstraße 2 Karte                                                 | 2-geschossiges, geschlämmtes Backsteinwohnhaus in 4 Achsen mit Stichbogenfenstern, Sandsteinsohlbänken und Ankersplinten aus der 1. Hälfte des 19. Jahrhunderts. Der Zusammenhang mit den übrigen Gebäuden der Schlossstraße prägt den Stadtcharakter und dokumentiert den historischen Stadtkern um das Schloss. | 1. Hälfte 19. Jh.      | 16.05.1984       | 35              |
| Landwirtschaftlicher Betrieb und Wohnhaus                                            | Landwirtschaftlicher Betrieb und Wohnhaus                                            | Elsen Jülicher Straße 45 und 45a Karte                                             | 1853 erbaute 4-flüglige geschlossene Backsteinhofanlage mit 2-geschossigem 5-achsigem Wohnhaus mit Krüppelwalmdach. Die Fenster sind teilweise verändert; die rückwärtigen älteren Scheunentrakte sind ruinös. Der Bauernhof ist als Bestandteil des alten Ortskerns des Stadtteiles Elsen bedeutend. Es handelt sich um einen landschaftstypischen Vierkanthof des 19. Jahrhunderts, der entscheidend das Bild des Ortes Elsen prägt und daher ortsgeschichtliche Bedeutung hat. | 1853                   | 24.05.1984       | 36              |
| Wegestock                                                                            | Wegestock                                                                            | Hemmerden Landstraße 40 Karte                                                      | Wegestock von 1739; Sandsteinquader auf quadratischem Grundriss, tiefe Rundbogennische, ausladendes Kranzgesims, übergiebelt. Sockel mit Inschrift und Jahreszahl. 1876 renoviert. | 1739                   | 19.06.1984       | 37              |
| Wegekreuz                                                                            | Wegekreuz                                                                            | Noithausen Kreuzungsbereich Kreisstraße K 10 / K 40 Karte                          | Wegekreuz von 1792, im Jahre 1843 an den heutigen Standort transloziert. Blausteinsockel mit Muschelnische und Inschrift, darauf gusseisernes Kreuz mit vergoldetem Korpus. Restauriert in den Jahren 1996 (Inschrift) und 2004 (Kreuz mit Korpus). | 1792                   | 26.04.1985       | 38              |
| Torbogen                                                                             | Torbogen                                                                             | Noithausen Am Burgturm Karte                                                       | Torbogen der ehemaligen Wasserburg Noithausen aus dem 17. Jh.; Trachytblöcke, Rundbogentor mit gedrehten Säulen und gesprengtem Giebel mit Allianzwappen, Rückseite backsteinvermauert. | 17. Jh.                | 24.05.1984       | 39              |
| Kapelle der Katholischen Pfarrkirche St. Nikolaus Pfarrrektorat                      | Kapelle der Katholischen Pfarrkirche St. Nikolaus Pfarrrektorat                      | Barrenstein Wevelinghovener Straße 25 Karte                                        | 1-schiffige Backsteinkapelle mit 3-seitigem Chorschluss aus dem Jahre 1495; verputzt, Dachreiter, im Innern Flachdecke. Von der alten Ausstattung sind Altar, Beichtstühle, Reliquien und Skulpturen (19. Jh.) erhalten. | 1495                   | 24.05.1984       | 40              |
| Elsener Haus und Zehnthaus                                                           | Elsener Haus und Zehnthaus                                                           | Elsen Am Zehnthaus 1 Karte                                                         | Das Elsener Haus entstand im 13. Jahrhundert als Residenz eines Vogtes, der die Verwaltung des damals einzigen reichsunmittelbaren Territoriums des Deutschen Ordens, des Ortes Elsen, innehatte. Das Zehnthaus wurde im 18. Jahrhundert errichtet. Die Burg wurde Mitte des 19. Jahrhunderts geschleift. Erhalten blieben Teile des ehemaligen Wirtschaftshofes. 3-flüglige Backsteinanlage bestehend aus Zehnthaus, Stall- und Gesindetrakt sowie Zehntscheune. Bis in die 1990er Jahre landwirtschaftlich genutzt wird das Zehnthaus heute als Wohnhaus, der Stall und Gesindetrakt als Kindergarten sowie die Scheune als Versammlungsraum genutzt. Die gesamte Anlage wurde denkmalgerecht saniert. | 13. Jh.                | 20.06.1984       | 41              |
| Wohnhaus                                                                             | Wohnhaus                                                                             | Elsen Kreuzstraße 11 Karte                                                         | Ehemalige Fachwerk-Hofanlage: Giebelständiges eingeschossiges Wohnhaus (Ende 19. Jahrhundert) sowie traufständiges Wirtschaftsgebäude mit Hofdurchfahrt (18. Jahrhundert). In den 1990er Jahren grundlegend saniert und durch seitliche Anbauten im Hofbereich erweitert. | Ende 19. Jh.           | 01.07.1991       | 43              |
| Wohnhaus                                                                             | Wohnhaus                                                                             | Hemmerden Landstraße 62 Karte                                                      | Ehem. 3-flüglige Fachwerk-Hofanlage aus dem 18. Jahrhundert. Wohnhaus 2-geschossig in 4 Achsen mit Toreinfahrt, 1983 restauriert. | 18. Jh.                | 20.06.1984       | 44              |
| Backsteinhofanlage                                                                   | Backsteinhofanlage                                                                   | Allrath Gut Krawinkel Karte                                                        | Es handelt sich um eine 4-flüglige geschlossene Backsteinhofanlage von 1844. Das Wohnhaus mit Krüppelwalmdach ist 2-geschossig in 7 Achsen; Türgewände und Sohlbänke sind aus Sandstein. Am Wohnhaus befinden sich Ankersplinte mit Jahreszahl. | 1844                   | 02.07.1984       | 45              |
| Hofanlage                                                                            | Hofanlage                                                                            | Allrath Neurather Straße 2 Karte                                                   | 4-flüglige geschlossene Backsteinhofanlage von 1787 mit 2-geschossigem Wohnhaus in 5 Achsen mit Sandsteingewänden. Die Fassade wurde 1896 leicht verändert; die Scheunentrakte stammen ebenfalls aus dem Jahr 1896 und sind teilweise zweigeschossig ausgebaut. Die Hofanlage wurde in den 1990er Jahren komplett zu einer Eigentums-Wohnanlage unter Wahrung der Denkmal-Belange umgebaut. | 1787                   | 02.07.1984       | 46              |
| Wegekreuz                                                                            | Wegekreuz                                                                            | Barrenstein Muchhausener Straße 20 Karte                                           | Wegekreuz von 1777 aus Sandstein und Kalkstein; Sockel mit Pilastern und Pflanzenornament im Relief, Muschelnische, Kreuz mit Steinkorpus. | 1777                   | 02.07.1984       | 47              |
| Wegekreuz                                                                            | Wegekreuz                                                                            | Neuenhausen Auf dem Welchenberg Karte                                              | Um 1900 errichtet. Kunststeinsockel mit Inschrift, Betonkreuz mit Metallkorpus. | um 1900                | 02.07.1984       | 48              |
| Katholische Pfarrkirche St. Cyriakus                                                 | Katholische Pfarrkirche St. Cyriakus                                                 | Neuenhausen Cyriakusplatz Karte                                                    | 3-schiffige, neugotische Pseudobasilika aus Backstein mit polygonalem Chor und vorgesetztem Westturm von 1888; Kirchhofgrabsteine aus Sandstein (17. Jahrhundert). | 1888                   |                  | 49              |
| Hofanlage Gut Ingenfeld                                                              | Hofanlage Gut Ingenfeld                                                              | Neurath Gut Ingenfeld 1 Karte                                                      | 1867 vom Kölner Architekten August Lange errichteter vierseitiger Gutshof mit Scheune im Norden, Kuhstall im Westen, Schafstall im Osten und Wohnhaus im Süden. 1972 umgebaut nach Plänen des Düsseldorfer Architekten Helmut Hentrich. Nicht Bestandteil des Denkmals sind der Westflügel, der Ostflügel und die Anbauten am Wohnhaus, die gleichwohl zum schützenswerten Bild der Gesamtanlage unverzichtbar dazu gehören. Zum Denkmal gehören die Spolien. | 1867                   | 16.12.2003       | 50              |
| Katholische Pfarrkirche Sancti Mauri                                                 | Katholische Pfarrkirche Sancti Mauri                                                 | Hemmerden Kirchplatz Karte                                                         | 1-schiffige Saalkirche aus Backstein; 1927 / 1928 unter Verwendung alter Mauerreste von ca. 1835 errichtet. 3-seitiger Chorschluss mit Dachreiter, vorgesetzter Westturm auf quadratischem Grundriss; 4-geschossig mit geschweiftem Haubendach aus Schiefer; rückwärtig angebaute Sakristei; Grabkreuz aus Blaustein von 1772 am Chor; im Westen klassizistisches Grabkreuz von 1827 aus Blaustein und neugotisches Grabkreuz von 1861, Sandstein mit Inschrift, darüber Nischenaufsatz mit Madonnenfigur, Kreuzgiebeln und Fiale. Erhalten und instand gesetzt sind 4 Kreuzwegstationen aus Terrakotta in Eichenrahmungen (um 1860). | 1927/1928              | 11.07.1984       | 52              |
| Jugendheim                                                                           | Jugendheim                                                                           | Noithausen Fröbelstraße 38 Karte                                                   | Ende 19. Jahrhundert entstandene, ehemalige Schule; 2-geschossiger, giebelständiger Backsteinbau in 4 Achsen, die Eingangsachse zurückgesetzt, Segmentbogenfenster und Backsteinornamentik. | Ende 19. Jh.           | 12.07.1984       | 53              |
| Katholisches Pfarrhaus                                                               | Katholisches Pfarrhaus                                                               | Neuenhausen Pastoratstraße 11 Karte                                                | Pfarrhaus von 1858; das Gebäude ist 2-geschossig in 5 Achsen und rau verputzt. | 1858                   | 12.07.1984       | 54              |
| Wegekreuz und Brunnen                                                                | Wegekreuz und Brunnen                                                                | Neuenhausen Am Welchenberg Karte                                                   | Willibrordusbrunnen aus der 2. Hälfte des 19. Jahrhunderts; halbrunde, in Stein gefasste Brunneneinfassung mit Nische; darüber gusseisernes Kreuz auf Sandsteinsockel mit Inschrift „Willi Brordus Heilbrunnen“, gusseisernes Relief mit Madonnenenfigur, darüber Kreuz mit Korpus. | 2. Hälfte 19. Jh.      | 12.07.1984       | 55              |
| Wohnheim für Behinderte                                                              | Wohnheim für Behinderte                                                              | Gustorf Dunantstraße 5 Karte                                                       | 2-geschossig in 5 Achsen, die mittlere Achse leicht vorgezogen mit Treppengiebel, Backstein, mit Lisenengliederung, und mit Rundbogenfries. Nische mit Josefsfigur, 2-geschossiger Anbau an der rechten Seite mit rückwärtig abgetrepptem Trakt (um 1900). | 1884                   | 12.07.1984       | 58              |
| weitere Bilder                                                                       | Gustorfer Mühle (Mühlengebäude)                                                      | Gindorf Zur Wassermühle 27–31 Karte                                                | Von der Anlage des 18. Jh. erhalten ist ein Teil des inschriftlich auf 1749 datierten Wohnhauses (2-geschossiger Backsteinbau in 3 Achsen mit Satteldach). An das Wohnhaus schließt sich ein schlank aufragendes Speichergebäude aus Backstein an. Das 4- bis 5-geschossige Mühlengebäude ist winkelförmig angefügt. Die Fassaden von Speicher und Mühlengebäude sind gleichartig gegliedert mit leicht zurückspringenden Wandfeldern, die unter den Giebeln in mehrfach gestuften Gesimsen enden. Am Speichergebäude ist ein dreieckiger Giebel, am Mühlengebäude sind segmentbogige Giebel erhalten. Speicher- und Mühlengebäude stammen vom Anfang des 20. Jh. | 18. Jh.                | 16.07.1984       | 59              |
| Grabstein                                                                            | Grabstein                                                                            | Kapellen mit Neubrück und Tüschenbroich freie Feldlage westlich von Kapellen Karte | Grabkreuz aus dem 18. Jahrhundert; Kalkstein, inschriftlich 1746 datiert; geläufige Ausführung seines Jahrhunderts mit kurzen Kreuzarmen und volutenartig ausgefüllten Ecken. | 1746                   | 19.07.1984       | 61              |
| Wohnhaus                                                                             | Wohnhaus                                                                             | Gustorf Christian-Kropp-Straße 31 Karte                                            | Ehemaliger Fachwerkhof aus dem 18. Jahrhundert, verändert im 19. Jahrhundert. Wohnhaus 2-geschossig in 3 Achsen mit späterer Putzfassade, Holzgewände, Scheunentrakt Fachwerk. Teilweise geschlämmt. | 18. Jh.                | 23.07.1984       | 62              |
| Wegekreuz                                                                            | Wegekreuz                                                                            | Hemmerden Ecke Mauri-/Pfannenstraße Karte                                          | Naturstein, rechteckiger Sockel mit Inschrift, Muschelnische, darüber Natursteinkreuz mit Korpus, datiert im oberen Bereich des Kreuzes, vermutlich 1771 (unleserlich). | 1771                   | 23.07.1984       | 63              |
| Wohngebäude                                                                          | Wohngebäude                                                                          | Elsen Ecke Düsseldorfer Straße 42/Königstraße 2–6 Karte                            | 2-geschossiges Wohnhaus von 1698 mit Walmdach in 7 Achsen zur Königstraße und 4 Achsen zur Düsseldorfer Straße, hier seitlicher Torhausanbau mit modern veränderter niedriger Durchfahrt. Straßenseitig Backstein geschlämmt bzw. verputzt; hofseitig Fachwerk mit teilweise erhaltenen Lehmgefachen. Datierung (1698) in altem rückwärtigen Türbalken. Späterer Umbau (um 1800) des Inneren und Aufteilung in mehrere Wohneinheiten; zwei Eingangstüren an der Königstraße, ein Eingang zur Düsseldorfer Straße. | 1698                   | 23.07.1984       | 64              |
| Katholische Pfarrkirche St. Mariä Geburt                                             | Katholische Pfarrkirche St. Mariä Geburt                                             | Noithausen Am Rittergut Karte                                                      | 1-schiffige Backsteinkirche mit Doppelturmfassade und Flachdächern, erbaut 1930 durch Rumpelhard. Im Innern Spitztonne mit Stichkappen vom Boden aus aufgehend; Ausstattung: Verkündigungsgruppe aus Holz am Chor (Anfang 16. Jh.), Kruzifix von 1656 im Westvorraum, Marmortaufstein (2. Hälfte 19. Jh.). | 1930                   | 26.07.1984       | 65              |
| Katholisches Pfarrhaus                                                               | Katholisches Pfarrhaus                                                               | Noithausen Am Rittergut 54 Karte                                                   | 2-geschossiger Backsteinbau in 5 Achsen aus dem Jahre 1902. Die beiden linken Achsen sind leicht vorgezogen und übergiebelt, Rundbogenfenster im EG, Rundbogennische über der Tür ohne Figur. | 1902                   | 26.07.1984       | 66              |
| Wegekreuz                                                                            | Wegekreuz                                                                            | Neurath Ecke Allrather Straße/Donaustraße Karte                                    | Errichtet Anfang 18. Jahrhundert. Sandstein. Sockel mit Inschrift, Nische | Anfang 18. Jh.         | 26.07.1984       | 67              |
| Katholisches Pfarrhaus                                                               | Katholisches Pfarrhaus                                                               | Frimmersdorf An St. Martin 64 Karte                                                | 2-geschossiges 5-achsiges Gebäude von 1731. Türgewände und Sohlbänke aus Werkstein, Fassade Backstein geschlämmt. Jahreszahl im Türsturz, Walmdach. | 1731                   | 02.08.1984       | 68              |
| Katholische Pfarrkirche St. Martin                                                   | Katholische Pfarrkirche St. Martin                                                   | Frimmersdorf An St. Martin 50 Karte                                                | 1765 errichteter Saalbau mit 3-seitigem Chorschluss, leicht gewölbter Flachdecke, gerader Westfassade und geschweiftem Giebel. Backstein mit Pilastergliederung, Südportal mit Jahreszahl, dem Chor vorgelagert 3-geschossiger Turm aus Backstein mit seitlichen Sakristeianbauten. Von der Ausstattung des 18. Jh. erhalten: Hauptaltar, Seitenaltäre (1882), Kanzel, Beichtstühle, Orgelempore mit Orgel (1790), Chorschranken und Seitenaltäre, Kreuzwegstationen aus Holz (Ende 19. Jh.). | 1765                   | 02.08.1984       | 69              |
| Katholische Pfarrkirche St. Lambertus                                                | Katholische Pfarrkirche St. Lambertus                                                | Neurath An St. Lambertus Karte                                                     | 1-schiffiger Backsteinbau mit Tuffbändern errichtet um 1740, vorgesetzter Westturm mit Tuff im EG, Chorapsis und Sakristei später angesetzt; Ankersplinte am Turm mit Jahreszahl 174 Zugehörig: Friedhofsanlage mit Grabsteinen des 18. und 19. Jh. (siehe Baudenkmal Nr. 165). | um 1740                | 02.08.1984       | 70              |
| Kath. Pfarrhaus                                                                      | Kath. Pfarrhaus                                                                      | Neurath An St. Lambertus 13 Karte                                                  | 2-geschossiges Pfarrhaus aus Mitte des 19. Jh. in 5 Achsen, Backstein mit Lisenengliederung, Türgewände und Sohlbänke aus Sandstein. | Mitte 19. Jh.          | 02.08.1984       | 71              |
| Untermühle                                                                           | Untermühle                                                                           | Wevelinghoven Am Wehr 3 Karte                                                      | Mühle aus dem 18. Jahrhundert 2-geschossiges Wohnhaus in 7 Achsen, Türgewände und Sohlbänke aus Sandstein, Backstein verputzt, im 19. Jh. teilweise verändert; Fabrikationsgebäude jünger und verändert. | 18. Jh.                | 03.08.1984       | 72              |
| Wohnhaus                                                                             | Wohnhaus                                                                             | Wevelinghoven Am Wehr 9 Karte                                                      | 2. Hälfte des 19. Jahrhunderts erbaut; Ehem. Backsteinhof, Wohnhaus 2-geschossig in 5 Achsen, mit Toreinfahrt, Tür und Fenster teilweise verändert. | 2. Hälfte 19. Jh.      | 06.08.1984       | 73              |
| Gut Nanderath                                                                        | Gut Nanderath                                                                        | Neurath Gut Nanderath Karte                                                        | Ende 19. Jahrhundert errichtete vierflügelige, geschlossene Backstein-Hofanlage. Wohnhaus zweigeschossig in drei zu fünf Achsen, Sandsteingewände, Krüppelwalmdach, neuer zweigeschossiger Wohnhaus-Anbau, Gesindehäuser und Weiher. | Ende 19. Jahrhundert   | 07.08.1984       | 74              |
| Katholische Pfarrkirche St. Martin                                                   | Katholische Pfarrkirche St. Martin                                                   | Wevelinghoven Unterstraße 135 Karte                                                | Klassizistischer Saalbau von 1833 aus Backstein mit Rundbogenfenstern. Vorgesetzter dreigeschossiger Westturm auf quadratischem Grundriss mit Helmdach, fünfseitiger Chor, umbiegendes Kranzgesims. Im Innern flache Holzdecke. Von der Ausstattung erhalten: die Orgelempore auf dorischen Säulen mit Orgel, Glasfenster im Chor, vor der Kirche Wegekapelle mit Kreuzigungsgruppe, offene Säulenhalle mit Dreiecksgiebel; im Kirchhof ältere Grabkreuze des 18. Jahrhunderts. | 1833                   | 07.08.1984       | 75              |
| Katholisches Pfarrhaus                                                               | Katholisches Pfarrhaus                                                               | Wevelinghoven Unterstraße 139 Karte                                                | Ehemaliges Pfarrhaus um 1650 erbaut; geschlämmter, eingeschossiger Backsteinbau mit sandsteingefasster Türlaibung, Fenster teilweise vermauert, geschweifter Westgiebel. Innen gut erhaltener Kamin von 1653 mit flacher, stuckverzierter Haube über profilierter Sandsteinrahmung. Kath. Pfarrhaus von 1857; 2-geschossig in 5 Achsen mit spätklassizistischer Putzfassade. | um 1650                | 07.08.1984       | 76              |
| Wohnhaus                                                                             | Wohnhaus                                                                             | Wevelinghoven Burgstraße 3 Karte                                                   | Das Wohnhaus wurde um 1800 erbaut; Die Fassade wurde ca. 1900 vorgeblendet. Das 2-geschossige Wohnhaus ist in 5 Achsen aufgegliedert und bildet mit dem linken Trakt (Burgstraße 1) ein Ensemble. | um 1800                | 07.08.1984       | 77              |
| Wohnhaus                                                                             | Wohnhaus                                                                             | Wevelinghoven Burgstraße 1 Karte                                                   | Das Wohnhaus wurde um 1900 erbaut. Im OG ist eine Quaderputzfassade mit Verkachelung. Das 2-geschossige Wohnhaus ist in 3 Achsen mit leicht vorgezogener Eingangsachse aufgegliedert und bildet mit dem rechten Trakt (Burgstr. 3) ein Ensemble. Der Denkmalschutz beschränkt sich auf die Außenfassade (ohne den südwestlichen Anbau). | um 1900                | 08.08.1984       | 78              |
| Wohnhaus                                                                             | Wohnhaus                                                                             | Wevelinghoven Oberstraße 59 Karte                                                  | Lehrerhaus um 1900, 2-geschossig in 3 : 1 Achsen mit leicht vorgezogener, übergiebelter Mittelachse, Backstein. | um 1900                | 09.08.1984       | 79              |
| Städt. Jugendheim                                                                    | Städt. Jugendheim                                                                    | Wevelinghoven Oberstraße 61 Karte                                                  | Schule um 1900; Das 2-geschossige Gebäude ist in 7 Achsen gegliedert mit leicht vorgezogener und einer durch den Giebel betonten Mittelachse, aus Backstein, Segmentbogenfenster. | um 1900                | 09.08.1984       | 80              |
| Rathaus Wevelinghoven                                                                | Rathaus Wevelinghoven                                                                | Wevelinghoven Poststraße 65 Karte                                                  | Rathausbau nach dem Entwurf des Aachener Architekten Ludwig Krieger aus dem Jahr 1908. 2-geschossiger Putzbau mit Mansardwalmdach und Dachreiter, rau verputzt mit Pilastergliederung und flachem Jugendstil-Putzdekor. Wappen der Herren von Wevelinghoven über dem Eingang. Rathausanbau aus dem Jahre 1920. Historische Innenausstattung: Vorhalle mit Treppenhaus, seitlich angeordneter Warteraum mit Stuckdecke, Ausstattung des Sitzungsraumes mit Steinkamin, Kronleuchter, halbhoher Wandverkleidung aus Holz; Keramikverplattung im Erdgeschossflur des Erweiterungsbaus, Fußbodenverplattung in Wabenform. Turmuhr im Dachgeschoss. | 1908                   | 08.08.1984       | 81              |
| Sonderkinderheim                                                                     | Sonderkinderheim                                                                     | Wevelinghoven An der Obermühle 115 Karte                                           | 2-geschossiges Gebäude aus dem frühen 19. Jahrhundert, in 7 Achsen mit leicht vortretendem, 3-achsigem Mittelrisalit, durch Dreiecksgiebel betont; Walmdach, Fenster und Türgewände aus Sandstein, ehemalige Mitteltür heute zugemauert. | 19. Jh.                | 09.08.1984       | 82              |
| Wohn- und Geschäftshaus                                                              | Wohn- und Geschäftshaus                                                              | Wevelinghoven Oberstraße 29 Karte                                                  | 2-geschossiges in 5 Achsen gegliedertes Gebäude mit rückwärtigem Anbau aus der 2. Hälfte des 19. Jahrhunderts. Die Mittelachse zeigt eine spätklassizistische Quaderputzfassade. Türen und Fenster sind verändert. | 2. Hälfte 19. Jh.      | 10.08.1984       | 83              |
| Katholische Pfarrkirche St. Sebastianus                                              | Katholische Pfarrkirche St. Sebastianus                                              | Hülchrath und Münchrath Sebastianusplatz Karte                                     | Neoromanische 3-schiffige Basilika von 1911/12 mit auf der Südseite vorgesetztem quadratischem Turm mit Rhombendach, mit halbrundem Chorschluss und südlich angebautem Sakristeigebäude. Werkstein mit Lisenengliederung und neoromanischen Schmuckformen; alte Glasfenster erhalten. | 1911/12                | 10.08.1984       | 84              |
| Katholisches Pfarrzentrum                                                            | Katholisches Pfarrzentrum                                                            | Hülchrath und Münchrath Sebastianusplatz Karte                                     | Erbaut in den Jahren 1735 bis 1737. (Schlussstein über dem Eingangsportal von 1735) 1-schiffiger Backsteinbau mit Backsteinlisenen und Werksteinumrahmung der Tür, flache Rundbogensandsteinnische über der Tür. Die Giebelseite wurde im 19. Jh. verändert, das Türgewände stammt aus dem 20. Jh. | 1735 bis 1737          | 10.08.1984       | 85              |
| Katholisches Pfarrhaus                                                               | Katholisches Pfarrhaus                                                               | Hülchrath und Münchrath Broichstraße 23 Karte                                      | Pastorat von 1871. 2-geschossig, gegliedert in 5 Achsen mit vorgezogener und übergiebelter Mittelachse. Backstein mit neugotischen Schmuckformen. Fenster und Eingangstreppe verändert. | 1871                   | 10.08.1984       | 86              |
| Wegekapelle                                                                          | Wegekapelle                                                                          | Neukirchen Ecke Roseller-/Gubisrather Straße Karte                                 | Kleines Backsteinkapellchen mit runder Apsis vom Ende des 19. Jh. Lisenengliederung und weit vorgezogenes Dach mit Holzgiebel, der von gusseisernen Säulen getragen wird. Runder Innenraum mit Madonnenfigur aus Gips. | Ende 19. Jh.           |                  | 87              |
| Katholisches Pfarrhaus                                                               | Katholisches Pfarrhaus                                                               | Neukirchen Jakobusplatz 1 Karte                                                    | Im Jahre 1786 erbautes 2-geschossiges in 5:3 Achsen erbautes Pfarrhaus, Backstein geschlämmt mit Walmdach. Unsymmetrischer Türeingang, Tür mit Sandsteingewänden; Treppenaufgang modernisiert; datiert durch Ankersplinte auf der Seitenfassade. | 1786                   | 13.08.1984       | 88              |
| Katholische Pfarrkirche St. Jakobus                                                  | Katholische Pfarrkirche St. Jakobus                                                  | Neukirchen Jakobusplatz Karte                                                      | 3-schiffige Pseudo-Pfeilerbasilika mit vorgesetztem 4-geschossigem quadratischem Westturm von 1844 und 3-seitigem Chorschluss, Backsteinlisenen; vom Vorgängerbau ein Trachyt-Torgewände mit barocker Holztüre an der Ostseite des Turm-UG erhalten; einzelne Ausstattungsstücke (Orgel, Altar) des 19. Jh. erhalten. Inschriftplatte auf einer Lisene auf der Südseite des Längsschiffes mit einer Datierung 1700/3; im Kirchenbereich alte Grabkreuze des 17. bis 19. Jh. überwiegend aus Sandstein, vereinzelt aus Basaltlava. Kirchhofmauer aus Backstein in ihrem heutigen Verlauf, Glocken in der Grünanlage. | 1844                   | 13.08.1984       | 89              |
| Wohnhaus                                                                             | Wohnhaus                                                                             | Hülchrath und Münchrath Herzogstraße 34 Karte                                      | Ehemaliges Bürgermeisterhaus aus dem frühen 20. Jahrhundert. Es handelt sich um einen 2-geschossigen 5-achsigen Fachwerkbau mit Backsteingefachen und Mansarddach. Der Eingang befindet sich in der Mitte. Das Gebäude ist seitlich und rückwärtig angebaut und insgesamt stark verändert. | frühes 20. Jh.         | 10.08.1984       | 91              |
| Wohnhaus                                                                             | Wohnhaus                                                                             | Hülchrath und Münchrath Herzogstraße 28 Karte                                      | Kleines zweigeschossiges Fachwerkhaus aus dem 18. Jh. Im 20. Jh. wurden die Gefache mit Feldbrandsteinen ausgemauert. | 18. Jh.                | 10.08.1984       | 92              |
| Wohnhaus                                                                             | Wohnhaus                                                                             | Hülchrath und Münchrath Herzogstraße 4 Karte                                       | 2-geschossiger, giebelständiger Fachwerkbau aus dem 18. Jahrhundert; die Tür mit kleinem Treppenlauf. | 18. Jh.                | 10.08.1984       | 93              |
| Wegekreuz                                                                            | Wegekreuz                                                                            | Kapellen mit Neubrück und Tüschenbroich Gilverather Straße 69 Karte                | Wegekreuz von 1753. Das Wegekreuz besteht aus einem blockartigen Blausteinsockel mit Inschrift und Datierung, welcher stellenweise durch Putz ausgebessert ist, und einem modernen Zementkreuz. | 1753                   | 13.08.1984       | 94              |
| Evangelische Pfarrbibliothek                                                         | Evangelische Pfarrbibliothek                                                         | Wevelinghoven An der Obermühle 112–114 Karte                                       | Mitte des 19. Jahrhunderts als evangelisches Schulhaus erbaut; Das Hauptgebäude von 1839 ist 2-geschossig und in 4 Achsen gegliedert aus Backstein; links befindet sich ein 1-geschossiger, 6-achsiger Anbau aus dem Jahr 1854 mit Rundbogenfenstern und Walmdach, ebenfalls Backstein. | Mitte 19. Jh.          | 13.08.1984       | 95              |
| Landwirtschaftlicher Betrieb                                                         | Landwirtschaftlicher Betrieb                                                         | Barrenstein Wevelinghovener Straße 2 Karte                                         | 1851 erbaute 4-flügelige geschlossene Backsteinhofanlage (Frelshof) bestehend aus 2-geschossigem Wohnhaus in 3:7 Achsen, einer wie das Wohnhaus zur Wevelinghovener Straße giebelständigen Scheune sowie Stall- und Nebengebäuden. Die Giebelseite des Wohnhauses hat eine Putzfassade, das Haus ist mit Krüppelwalmdach gedeckt; die Fenster sind teilweise verändert. Die Jahreszahl des Hofes steht im Torkelstein. Denkmalgeschützt ist außerdem die nach Nordwesten an das Wohnhaus anschließende Gartenmauer. | 1851                   | 13.08.1984       | 96              |
| Wegestock                                                                            | Wegestock                                                                            | Hemmerden Gut Bickhausen Karte                                                     | Wegestock aus dem Jahr 1701 bestehend aus Sandsteinblöcken auf rechteckigem Grundriss mit Rechtecknische; modernes Relief als hinterer Abschluss. Kranzgesims, Giebel mit Inschrift und Jahreszahl, Satteldach. | 1701                   | 14.08.1984       | 97              |
| Wegestock                                                                            | Wegestock                                                                            | Hemmerden Ecke Goldregen-/Landstraße Karte                                         | Bei dem Wegestock aus dem späten 19. Jahrhundert handelt es sich um eine ehemalige Kreuzwegstation. Der Sockel trägt eine Inschrifttafel, darüber befindet sich ein Nischenaufsatz in Form eines Sakramentshäuschens; im oberen Teil befindet sich das Relief mit Kreuztragung. Der Wegestock zeigt neugotische Schmuckformen und ein kleines Kreuz. Der Korpus fehlt. | Spätes 19. Jh.         |                  | 98              |
| Wohnhaus                                                                             | Wohnhaus                                                                             | Wevelinghoven Oberstraße 25 Karte                                                  | Geputzte, in 5 Achsen gegliederte Straßenfassade eines 2-geschossigen Wohnhauses, die Mittelachse ist leicht vorgezogen und übergiebelt; betonter Mitteleingang aus den 20er Jahren. Die Fassade ist aus architektur- und ortsgeschichtlicher Sicht erhaltenswert. | 2. Hälfte 19. Jh.      | 15.08.1984       | 99              |
| Wohnhaus                                                                             | Wohnhaus                                                                             | Wevelinghoven Oberstraße 42–44 Karte                                               | Ehemaliger 3-flügeliger Backsteinhof aus der 2. Hälfte des 19. Jahrhunderts: das Wohnhaus ist 2-geschossig und in 7 : 3 Achsen gegliedert; die Außenachsen sind leicht vorgezogen, die Mittelachsen durch Balkon betont; das Haus hat eine Quaderputzfassade; die Fenster sind verändert, rückwärtig befindet sich der 1-geschossige Wirtschaftstrakt aus Backstein geschlämmt. | 2. Hälfte 19. Jh.      | 13.08.1984       | 100             |
| Katholisches Pfarrzentrum                                                            | Katholisches Pfarrzentrum                                                            | Hemmerden Kirchplatz 22 Karte                                                      | 2-geschossiges Jugendheimgebäude von 1830 in 5 Achsen gegliedert, aus Backstein geschlämmt und mit Rundbogenfries und Werksteinsohlbänken. Das Gebäude wurde 1980 renoviert. | 1830                   | 15.08.1984       | 101             |
| Wohnhaus                                                                             | Wohnhaus                                                                             | Grevenbroich Lindenstraße 9 Karte                                                  | Bei dem Gebäude handelt es sich um ein 2-geschossiges Wohnhaus mit Mezzaningeschoss aus der Zeit der Jahrhundertwende. Die Putzfassade mit historisierenden Schmuckformen ist in 4 Achsen gegliedert und übergiebelt. Das Gebäude bildet mit dem Nachbarhaus Lindenstraße 7 eine Einheit. Im Zusammenhang mit den denkmalwerten Gebäuden Lindenstraße 1,2,3,4,5, und 7 ist das Haus Bestandteil eines städtebaulichen Ensembles. Nach umfangreichen Sanierungs- und Umbauarbeiten befinden sich die Wohn- und Büroräume des Immobilienmaklers Hintzen Immobilien in diesem Wohnhaus | um 1902                | 15.08.1984       | 102             |
| Landwirtschaftlicher Betrieb                                                         | Landwirtschaftlicher Betrieb                                                         | Wevelinghoven Poststraße 102 Karte                                                 | Bei dem Objekt handelt es sich um einen ca. 1800 erbauten vierflügligen Backsteinhof. Das Wohnhaus ist 2-geschossig, in 7 Achsen gegliedert und verputzt. Die Tür ist verändert. Seitlich hat das Haus einen Schweifgiebel. Die rückwärtige Hofseite ist größtenteils verändert. | ca.1800                | 15.08.1984       | 103             |
| Wohnhaus                                                                             | Wohnhaus                                                                             | Wevelinghoven Poststraße 40 Karte                                                  | Ehemals 4-flügeliger Backsteinhof aus dem späten 18. Jahrhundert. Das Wohnhaus ist 2-geschossig und in 6 Achsen gegliedert. Mit Segmentbogenfenstern und Eingangstür mit Sandsteingewänden. Es handelt sich um den Rest einer landschaftstypischen Hofanlage. Der Hof ist einer der traditionellen Bauernhöfe Wevelinghovens. Hier hat zeitweilig sogar eine Brauerei existiert. Bedeutend ist auch die Lage an der ursprünglichen Hauptstraße als Stadtkern Wevelinghovens. | spätes 18. Jh.         | 15.08.1984       | 104             |
| Kath. Pfarrhaus                                                                      | Kath. Pfarrhaus                                                                      | Gustorf Schellestraße 1 Karte                                                      | Um 1860 erbautes Pfarrhaus. Das Gebäude ist 2-geschossig und in 5 Achsen gegliedert. Die Wände und Sohlbänke sind aus Werkstein und verputzt. Der Torbogen aus Backstein ist aus der gleichen Zeit. | um 1860                | 15.08.1984       | 105             |
| Wohnhaus                                                                             | Wohnhaus                                                                             | Wevelinghoven Oberstraße 27 Karte                                                  | Bei dem Objekt handelt es sich um ein sog. „Stadtbauernhaus“, das ca. 1840 erbaut wurde. Das Hauptgebäude ist 2-geschossig und in 5 Achsen gegliedert. Die Quaderputzfassade mit Girlanden im Obergeschoss wurde vermutlich um 1900 vorgesetzt. Das Wohnhaus ist nur im hinteren Teil unterkellert. Die erhaltene Innenausstattung (Entree und Treppenhaus) ist ebenfalls denkmalpflegerisch wertvoll. Zu den rückwärtigen Gebäuden gehört ebenfalls eine Pferdestallung aus Eichenfachwerk mit darüber liegender Kutscherwohnung. Die Pferdestallung mit Kutscherwohnung, die Werkstatt und die Scheune gehören untrennbar als Einheit zum Wohn- und Kutscherhaus. Das Werkstattgebäude, das vor 1914 errichtet wurde, ist eingeschossig mit Pultdach versehen, in vier Achsen gegliedert, hat eine rotbraune Vormauersteinfassade. Die zweigeschosshohe Scheune mit rotbraunen Vormauersteinfassaden und einem Satteldach hat zur Straße hin je eine große und eine kleine Türöffnung. | ca. 1840               | 09.10.1984       | 106             |
| Wegekreuz                                                                            | Wegekreuz                                                                            | Kapellen mit Neubrück und Tüschenbroich Heiligenweg Karte                          | Wegekreuz aus Mitte 18. Jh., Blaustein, auf quadratischem Grundriss Sockel mit Inschrift, Kreuz mit ehemals reliefiertem Korpus; das Kreuz befindet sich in einer Backsteinnische direkt am Umspannwerk. | Mitte 18. Jh.          | 16.08.1984       | 107             |
| Wegekreuz                                                                            | Wegekreuz                                                                            | Hülchrath und Münchrath Helpensteiner Weg Karte                                    | Das Wegekreuz stammt aus dem 19. Jahrhundert. Es handelt sich um ein gefasstes Schmiedeeisenkreuz auf kleinem Steinsockel. | 19. Jh.                | 16.08.1984       | 108             |
| Wegekreuz                                                                            | Wegekreuz                                                                            | Hülchrath und Münchrath Jägerhof Karte                                             | Errichtet 1735 am Jägerhof. Sockel, Schaft und eingesetzter Korpus aus Trachyt, Expositionsplatte, Deckstein und hohes Balkenkreuz aus Muschelkalk. Mehrfach restauriert, zuletzt 2002 und danach transloziert zum heutigen Standort. | 1735                   | 15.11.2002       | 109             |
| Wegestock                                                                            | Wegestock                                                                            | Neukirchen Hülchrather Straße 28 Karte                                             | Wegestock aus dem 18. Jahrhundert. Er besteht aus einem blockartigen Sandsteinunterbau mit teilweise erhaltener Nische und einem Kreuz aus Trachyt. | 18. Jh.                | 16.08.1984       | 110             |
| Wegekapelle                                                                          | Wegekapelle                                                                          | Langwaden Ecke St.-Bernhard-/St.-Norbert-Straße Karte                              | Wegekapelle aus dem späten 18. Jahrhundert. Polygonal geschlämmter Backsteinbau mit geschweiftem Haubendach mit Kreuz. Die Decke ist flach. Im Innern befindet sich ein Altar aus dem 19. Jahrhundert. | spätes 18. Jh.         | 16.08.1984       | 111             |
| Wohnhaus                                                                             | Wohnhaus                                                                             | Hülchrath und Münchrath Herzogstraße 9 Karte                                       | Giebelständiges Fachwerkhaus aus dem 18. Jahrhundert. Das Gebäude ist eingeschossig, der Sockel verputzt. Die Fenster im Erdgeschoss wurden im 19. Jh. vergrößert. Sie haben Holzgewände. | 18. Jh.                | 16.08.1984       | 112             |
| Wohnhaus                                                                             | Wohnhaus                                                                             | Hülchrath und Münchrath Herzogstraße 11 Karte                                      | Im 18. Jahrhundert erbautes 2-geschossiges, giebelständiges Wohnhaus. In der 2. Hälfte des 19. Jahrhunderts wurde die Steingiebelfront vorgeblendet. Die übrigen Seiten sind verputzt. Das Wohnhaus ist bedeutend für die Ortsgeschichte, da es die ursprüngliche Bebauung des 18. und 19. Jahrhunderts anschaulich dokumentiert. Diese Bebauung ist so durch Kleinmaßstäblichkeit gekennzeichnet. Die Bauten dieser Zeit sind fast überwiegend giebelständig. Das Wohnhaus, Herzogstraße 11, ist ein typischer Vertreter dieser Bauweise. | 18. Jh.                | 16.08.1984       | 113             |
| Wohnhaus                                                                             | Wohnhaus                                                                             | Hülchrath und Münchrath Herzogstraße 13 Karte                                      | 2-geschossiges, giebelständiges Fachwerkwohnhaus aus dem 18. Jahrhundert. In der 2. Hälfte des 19. Jahrhunderts wurde die Giebelfront vorgeblendet. Die Seiten sind teilweise verputzt. Das Wohnhaus bildet mit dem Wohnhaus Herzogstraße 11 eine städtebauliche Einheit. Es ist bedeutend für die Ortsgeschichte, da es die historische Bebauung des 18. und 19. Jahrhunderts anschaulich dokumentiert. Diese Bebauung ist durch Kleinmaßstäblichkeit gekennzeichnet. Das Wohnhaus Herzogstraße 11 mit dem Wohnhaus Herzogstraße 13 als Ensemble sind typische Vertreter dieser Bauweise. | 18. Jh.                | 16.08.1984       | 114             |
| Wegekreuz                                                                            | Wegekreuz                                                                            | Frimmersdorf Ecke Hansendstraße/Friedhofstraße Karte                               | Wegekreuz von 1827 aus Sandstein. Der Sockel trägt eine Inschrift (Chronogramm), darüber befindet sich ein stufenförmiger Aufbau mit Passionszeichen und Kreuz mit Steinkorpus. 1976 wegen des nahenden Tagebaus versetzt, wurde es 1997 wieder an seinen ursprünglichen Standort zurückversetzt. | 1827                   | 26.09.1984       | 115             |
| Evangelische Pfarrkirche                                                             | Evangelische Pfarrkirche                                                             | Wevelinghoven Hemmerdener Weg/An der Obermühle Karte                               | 1-schiffige Backstein-Saalkirche mit hohem Dachreiter und Zwiebelhaube von 1685 mit einem kleinen klassizistischen Vorbau von 1804. Die vollständige Innenausstattung von 1804 ist erhalten. Im Kirchenbereich sind einige klassizistische Grabsteine aus Sandstein und Marmor aus der 1. Hälfte des 19. Jahrhunderts erhalten. | 1685                   | 24.09.1984       | 116             |
| Wohnhaus                                                                             | Wohnhaus                                                                             | Wevelinghoven Oberstraße 46 Karte                                                  | 2-geschossiges Wohnhaus in 4 Achsen aus der 2. Hälfte des 19. Jahrhunderts mit spätklassizistischer Putzfassade. Die Fenster im Erdgeschoss sind verändert. Das Haus entspricht der typischen Bebauung im Bereich der Hauptstraße (Post- und Oberstraße) in Wevelinghoven. Es handelt sich um Großbürgerhäuser und Stadtbauernhöfe, die in der wirtschaftlichen Blütezeit in der 2. Hälfte des 19. Jahrhunderts erbaut wurden. | 2. Hälfte 19. Jh.      | 25.09.1984       | 117             |
| Apotheke                                                                             | Apotheke                                                                             | Wevelinghoven Oberstraße 6 Karte                                                   | Die Apotheke wurde Ende des 18. Jahrhunderts erbaut. Es handelt sich um einen 2-geschossigen, 5- achsigen Putzbau mit leicht vorgezogenem Mittelrisaliten. Die Mittelbetonung wird durch den Renaissance-Schweifgiebel erreicht. Die alten Holztüren sind erhalten. Die Fenster und die Tür haben geschlämmte Sandsteingewände. | Ende 18. Jh.           | 26.09.1984       | 118             |
| Wohnhaus                                                                             | Wohnhaus                                                                             | Hülchrath und Münchrath Herzogstraße 24 Karte                                      | Das 2-geschossige Backsteinhaus mit Walmdach wurde 1706 erbaut. Es ist in 5 Achsen gegliedert und mit einer Mitteltür versehen. Die Tür hat geschlämmte Sandsteingewände, die Fenster sind verändert. Das Wohnhaus ist eines der ältesten Häuser Hülchraths. | 1706                   | 26.09.1984       | 119             |
| Landwirtschaftlicher Betrieb und Wegekreuz                                           | Landwirtschaftlicher Betrieb und Wegekreuz                                           | Hemmerden Heckhauser Hof Karte                                                     | Es handelt sich um eine Ende des 19. Jh. errichtete ehemals wasserumwehrte 4-flüglige Backsteinhofanlage. Das Wohnhaus ist 2-geschossig und in 5 Achsen gegliedert. Die rechte Achse ist verbreitert, leicht vorgezogen und übergiebelt; der Eingang ist seitlich. Das Wohnhaus weist im Innern die ursprüngliche Grundrisskonzeption und das originale Treppenhaus in gutem Erhaltungszustand auf, neben den stuckverzierten Decken (Rosetten und profilierte Umrahmungen) Teile von Holzvertäfelungen der Unterzüge im Flur und Treppenaufgang. Im Garten vor dem Haus befindet sich ein Brunnen aus Backstein, übermauert und mit Helmdach. Auf dem Hofgelände befindet sich eine gusseiserne Pumpe über erhaltenem Brunnenschacht und eine Basaltlavaausgussrinne. Vor dem Hof Wegekreuz aus dem Jahre 1888; Sockel mit Inschrift und Jahreszahl, Muschelnische, Kreuz mit Korpus aus Sandstein. | Ende 19. Jh.           | 26.09.1984       | 120             |
| Wohnhaus                                                                             | Wohnhaus                                                                             | Hülchrath und Münchrath Herzogstraße 17 Karte                                      | Ende des 19. Jahrhunderts entstandenes Backsteinwohnhaus. Das Haus ist 2-geschossig in 5 Achsen mit Fenstersohlbänken aus geschlämmten Sandstein. | Ende 19. Jh.           | 25.09.1984       | 121             |
| Kirchturm der kath. Pfarrkirche St. Matthäus                                         | Kirchturm der kath. Pfarrkirche St. Matthäus                                         | Allrath Matthäusplatz Karte                                                        | 1792, 19. Jahrhundert; Der Kirchturm ist ein 3-geschossiger Backsteinturm auf quadratischem Grundriss mit Glockenfenstern, Gesims, Lisenengliederung und geschweiftem Haubendach. Im 19. Jahrhundert wurde der Kirchturm verändert. Die dazugehörige Kirche ist von 1965: An der Kirchhofmauer sind noch Grabkreuze des 18./19. Jahrhunderts aus Sandstein erhalten. Mauerwerk der Kirchhofmauern in ihrem heutigen Verlauf. | 1792                   | 26.09.1984       | 122             |
| kath. Pfarrhaus                                                                      | kath. Pfarrhaus                                                                      | Allrath Matthäusplatz 1 Karte                                                      | Das Pfarrhaus wurde 1845 errichtet. Es handelt sich um einen 2-geschossigen Bau in 5 Achsen mit Krüppelwalmdach und Mittelgiebel. Die Fassade in historisierenden Schmuckformen wurde später verblendet. | 1845                   | 26.09.1984       | 123             |
| Wegekapelle                                                                          | Wegekapelle                                                                          | Frimmersdorf Frankenstraße 134 Karte                                               | Backsteinkapelle aus dem 18. Jahrhundert, Seiten verputzt, große Spitzbogennische im Innern, Spitztonne, Portal mit Treppengiebel Ende des 19. Jahrhunderts vorgeblendet, im Innern Altar in neuromanischen Schmuckformen, Altarnische aus Holz mit Marienfigur. | 18. Jh.                | 26.09.1984       | 124             |
| Wohnhaus                                                                             | Wohnhaus                                                                             | Wevelinghoven Poststraße 29 Karte                                                  | Bei dem Gebäude handelt es sich um eine 2-geschossige dreiachsige Villa mit Backstein/Putzfassade aus der Zeit um 1880/90. Die Straßenseite weist einen geputzten Mittelrisalit mit gestufter Giebelkrönung auf, die in aufwendiger Weise in neubarocken Formen gestaltet ist. Im Erdgeschoss befinden sich qualitätsvolle Stuckrahmungen und der originale Fliesenboden im Eingangsbereich; auch die ursprünglichen Türen und der Deckenstuck sind erhalten. Der Grundriss weist keine wesentlichen nachträglichen Veränderungen auf. Das Gebäude liegt von der Straße zurückgesetzt in einem größeren Garten. Zum repräsentativen Anspruch der Fassade gehört der relativ großflächige Vorgarten, der den Villencharakter dieses Wohnhauses unterstreicht. | um 1880/90             | 12.10.1984       | 125             |
| Wohnhaus                                                                             | Wohnhaus                                                                             | Hülchrath und Münchrath Herzogstraße 15 Karte                                      | Es handelt sich um einen 2-geschossigen, giebelständigen Fachwerkbau aus dem 18. Jahrhundert. Die Backsteinfassade mit Ecklisenen wurde im 19. Jahrhundert vorgeblendet. Bedeutung hat das Wohnhaus für die Ortsgeschichte, da es die historische Bebauung des 18. und 19. Jahrhunderts anschaulich dokumentiert. Diese Bebauung ist durch Kleinmaßstäblichkeit gekennzeichnet. | 18. Jh.                |                  | 126             |
| Katholische Pfarrkirche St. Clemens                                                  | Katholische Pfarrkirche St. Clemens                                                  | Kapellen mit Neubrück und Tüschenbroich Kurze Straße Karte                         | Saalkirche von 1838 aus Backstein mit Pilastergliederung in klassizistischen Schmuckformen, Rundbogenfenstern umliegendem Kranzgesims aus Holz und vorgesetztem 4-geschossigen Turm im Osten auf quadratischem Grundriss; ursprünglich hatte die Kirche einen geraden Chorabschluss mit großen Dreiecksgiebeln – jetzt besteht eine neue, halbrunde Apsis mit Anbau. | 1838                   | 15.10.1984       | 127             |
| Backsteinhof                                                                         | Backsteinhof                                                                         | Wevelinghoven Oberstraße 23 Karte                                                  | 4-flügliger Backsteinhof aus der 2. Hälfte des 19. Jh. Das Wohnhaus ist 2-geschossig und in 5 Achsen gegliedert. Es hat einen Mitteleingang, die Quaderputzfassade wurde vorgesetzt, die Fenster sind verändert. Bei diesem sog. „Stadtbauernhaus“ handelt es sich um eine landschaftstypische Vierflügelanlage. Durch dieses und ähnliche Häuser ist die Bebauung des 19. Jahrhunderts ablesbar geblieben. | 2. Hälfte 19. Jh.      | 06.11.1984       | 128             |
| Ehemalige Synagoge                                                                   | Ehemalige Synagoge                                                                   | Hülchrath und Münchrath Broichstraße 16 Karte                                      | In den Jahren 1875/76 erbaute Synagoge. 2-geschossiges giebelständiges Backsteingebäude. Im Inneren sind gemalte Decken- und Wandfriese erhalten. Anfang der 1990er Jahre restauriert, nachdem das Gebäude seit der Zeit des Nationalsozialismus als Wurst- und Schlachtküche einer nahegelegenen Metzgerei genutzt wurde. | 1875/76                | 06.11.1984       | 129             |
| Wohnhaus                                                                             | Wohnhaus                                                                             | Hülchrath und Münchrath Sebastianusplatz 1 Karte                                   | Anfang des 19. Jahrhunderts erbautes Fachwerkhaus; das Haus ist 2-geschossig und in 4 Achsen gegliedert. Die Fassade wurde im 20. Jahrhundert rauverputzt, die Fenster sind verändert. | Anfang 19. Jh.         | 09.11.1984       | 130             |
| Landwirtschaftlicher Betrieb                                                         | Landwirtschaftlicher Betrieb                                                         | Neurath Gut Neuhöfchen 1 Karte                                                     | 1788 errichtete 4-flügelige geschlossene Backstein-Hofanlage mit 2-geschossigem Wohnhaus. Das Wohnhaus ist in 3:7 Achsen gegliedert; seine Außenfassaden sind geschlämmt, die Hofseite rauverputzt. Es hat Stichbogenfenster; bis auf ein Fenster sind die Sandsteingewände entfernt. Der vordere Wohnhausanbau ist von 1912. Im Wohnhaus sind alte Fußböden und Kölner Decken erhalten. Die Scheunentrakte stammen aus dem 19. Jahrhundert. | 1788                   | 26.11.1984       | 131             |
| Geschäfts- und Wohngebäude                                                           | Geschäfts- und Wohngebäude                                                           | Grevenbroich Rheydter Straße 1/Platz der Deutschen Einheit 1 Karte                 | Rheydter Straße 1: Errichtet Ende des 19. Jahrhunderts als zweigeschossiges in 5 Achsen gegliedertes Backsteingebäude. Leicht vorgezogener Mittelrisalit, rot verklinkert. Platz der Deutschen Einheit 1: Dreigeschossiges geputztes Eckhaus in 3:1:3 Achsen aus dem Jahr 1895. Charakteristisches Beispiel spätgründerzeitlicher Architektur mit Stilelementen der Neorenaissance. Als Eckbebauung im Bereich Platz der Deutschen Einheit, Rheydter Straße nimmt dieses Ensemble eine dominierende Stellung ein. Die citynahe Lage, das äußere Erscheinungsbild und der Erhaltungszustand begründen die Denkmaleigenschaft. Die Geschäftshäuser bilden eine von der Entstehungszeit her gesehene, passende Kulisse für das Kriegerdenkmal, mit dem sie ein typisches, innerstädtisches Ensemble aus der Zeit nach dem Ersten Weltkrieg verkörpern. | 1895                   | 13.03.1985       | 132             |
| Backsteinhofanlage „Burghof“                                                         | Backsteinhofanlage „Burghof“                                                         | Kapellen mit Neubrück und Tüschenbroich Talstraße 3 Karte                          | 4-flügelige, geschlossene Backsteinhofanlage aus der 2. Hälfte des 19. Jahrhunderts. Das 2-geschossige Wohnhaus ist in 5 Achsen gegliedert. Es hat Segmentbogenfenster; die Türgewände und Sohlbänke sind aus Sandstein. Die Scheunentrakte sind teilweise zu Wohnzwecken ausgebaut. Die Toreinfahrt ist verändert. Der Burghof ist ein Beispiel des landschaftstypischen Vierkanthofes. Er dokumentiert typische, großbäuerliche Wohn- und Wirtschaftsverhältnisse, auch wenn die Nutzung derzeit nicht landwirtschaftlich ist. | 2. Hälfte 19. Jh.      | 17.01.1985       | 133             |
| Wohnhaus                                                                             | Wohnhaus                                                                             | Hülchrath und Münchrath Herzogstraße 6 Karte                                       | 2-geschossiges, giebelständiges Fachwerkhaus aus dem 18. Jahrhundert. Die Fassade ist im 19. Jahrhundert verputzt worden. Tür und Fenster sind mit Holzgewänden gearbeitet. Das Gebäude steht im Zusammenhang weiterer gleichaltriger, qualitätsvoller Gebäude an der Herzogstraße und dokumentiert die städtebauliche Entwicklung Hülchraths im 18. / 19. Jahrhundert. Die Bebauung dieser Epoche zeichnet sich besonders durch Kleinmaßstäblichkeit aus. | 18. Jh.                | 17.01.1985       | 134             |
| Kapelle der Freien Christengemeinde                                                  | Kapelle der Freien Christengemeinde                                                  | Grevenbroich Am Stadtpark 6 Karte                                                  | Errichtet im Jahr 1888 vom Architekten Hermann Otto Pflaume für den Industriellen Oskar Erckens als einschiffiger Saalbau. Besondere Merkmale: Spitzbogenfenster an den Seiten, glatte Fassade, Portal mit Sandsteineinrahmung, Dachreiter. | 1888                   | 23.01.1985       | 135             |
| Haus Horr                                                                            | Haus Horr                                                                            | Neukirchen Haus Horr Karte                                                         | Haus Horr wurde 1738 von der Familie von Francken erbaut. Als Architekt dieses Gebäudes gilt Michael Leveilly, der als kurkölnischer Hofarchitekt den Bau von Schloss Falkenlust bei Brühl leitete. Im 19. Jahrhundert wurden Veränderungen an dem Gebäude vorgenommen. Es handelt sich um eine wasserumwehrte, dreiflügelige Backsteinanlage. Das zweigeschossige Herrenhaus ist verputzt, nur an den Ecken treten Verquaderungen hervor. Den Bau bedeckt ein hohes Mansardendach. Auf der Hofachse ist ein einachsiger Mittelrisalit durch Quader abgesetzt. Rückwärtig zum Garten hin betont ein dreiseitiger Mittelrisalit mit Balkon die geschwungene Mittelachse. Im Hof ist altes Steinpflaster erhalten. Die dazugehörige, in der Verlängerung der Allee befindliche Kapelle wurde Mitte des 18. Jahrhunderts errichtet. Sie besteht aus geschlämmtem Backstein und hat Trachytgewände, Trachytkeilsteine und Lisenengliederung. Die einschiffige Kapelle mit dreiseitiger Apsis und Dachreiter wird am Eingang durch Dreiecksgiebel betont. | 1738                   | 21.01.1985       | 136             |
| Wohnhaus                                                                             | Wohnhaus                                                                             | Wevelinghoven Am Wehr 8 Karte                                                      | Wohnhaus mit Torbau aus der 2. Hälfte des 19. Jahrhunderts, das im Zusammenhang mit anderen gleichaltrigen und denkmalwerten Gebäuden eine Hofzeile bildet, die in städtebaulicher Beziehung zur kath. Pfarrgemeinde St. Martinus, dem Pfarrhaus und der Mühle liegt. Das Wohnhaus ist 2- geschossig, in 5 Achsen gegliedert mit Toranbau. Über dem Tor ist das Gebäude mit Jahreszahl 1875 datiert. Fenster und Tür sind verändert. Die Gebäude Am Wehr dokumentieren die städtebauliche und ortsgeschichtliche Entwicklung Wevelinghovens. Die Hofanlage Am Wehr 8 ist auch in dem Fall, dass die Wohngebäude nur teilweise erhalten sind, im Zusammenhang mit einer lückenlos erhaltenen Reihe historischer Bausubstanz ein Beleg für die ursprüngliche Situation Wevelinghovens. | 2. Hälfte 19. Jh.      | 21.01.1985       | 137             |
| weitere Bilder                                                                       | Schloss Hülchrath                                                                    | Hülchrath und Münchrath Am Zolltor Karte                                           | Errichtet 12.–17. Jahrhundert als Niederungsburg mit Wasser umgeben, Umbau nach 1900. Vorbrücke, neunbogig, Backstein. Vorburg, fünfflüglig mit drei eingebundenen Rundtürmen und angehängtem, mittelalterlichem Torturm im Süden. Toranlage in der Mittelachse aus dem 17. Jahrhundert, Backstein mit Sandsteinlaibungen. Hauptburg, ringförmig auf eigener Insel. Fünfgeschossiger Bergfried mit vorkragendem Wehrgang und Eckwarten auf Trachytkonsolen, Tuff, Backstein, Basalt. Palas mit zwei Wehrtürmen, ruinös, aufsteigende Restmauern mit gotischen Spitzbogenfenstern und vorgelagertem Zwinger, Basalt, Backstein, Tuff. Schloss Hülchrath ist eine der wenigen niederrheinischen Burgen, an denen sich ihr Ursprung noch heute bis in die früheste Zeit des mittelalterlichen Burgenbaus verfolgen lässt, die zugleich aber auch alle nachfolgenden Stilepochen der Burgenarchitektur durchlaufen hat und bis heute zeigt. Insofern ist diese Anlage ein unvergleichlich reiches Beispiel für die wechselvolle Entwicklungsgeschichte der niederrheinischen Burgen. | 12.–17. Jahrhundert    | 27.03.1985       | 138             |
| Küsterhaus                                                                           | Küsterhaus                                                                           | Kapellen mit Neubrück und Tüschenbroich Friedrichstraße 29 Karte                   | Das ehemalige Pfarrhaus wurde im 18. Jahrhundert errichtet. Das 2-geschossige Gebäude ist in 5 Achsen gegliedert. Es vereint verschiedene für die damalige Bauweise typische Merkmale: Zweigeschossigkeit, Backsteinausführung, Traufseite zur Straße, Türgewände und Sohlbänke aus Sandstein. Über der Tür befindet sich, wie häufig bei alten Pfarrhäusern, eine Nische mit Madonnenfigur. Zum Küsterhaus gehört auch das zurückliegende Fachwerkhäuschen. | 18. Jh.                | 26.04.1985       | 140             |
| Landwirtschaftlicher Betrieb „Haus Busch“                                            | Landwirtschaftlicher Betrieb „Haus Busch“                                            | Wevelinghoven Haus Busch Karte                                                     | Haus Busch, eine isoliert in der Feldmark liegende befestigte Anlage, besteht aus einer vierflügligen Gebäudegruppe. Die vorhandene Bausubstanz stammt im Wesentlichen aus der 2. Hälfte des 18. Jahrhunderts. Das 2-geschossige 7-achsige Wohnhaus ist auf älterem Unterbau aufgebaut. An das geschlämmte Wohnhaus schließt sich das Torhaus aus Backstein an. Das Rundbogentor ist aus Sandsteinblöcken errichtet und trägt ein Wappen. Die Scheunentrakte sind teilweise noch in Fachwerk erhalten, jedoch wurden sie mehrfach verändert. Ehemals war die Gebäudegruppe durch Wassergräben eingeschlossen und dadurch befestigt. Haus Busch war wohl einer der bedeutendsten Höfe der Herren von Wevelinghoven. Der Hof wurde im 15. Jahrhundert durch Brand zerstört, aber wieder aufgebaut. Im Laufe der Zeit wechselte Haus Busch mehrfach den Besitzer (z. B. die Herren von Dincklage). | 2. Hälfte 18. Jh.      | 29.04.1985       | 141             |
| Wohnhaus                                                                             | Wohnhaus                                                                             | Hülchrath und Münchrath Herzogstraße 26 Karte                                      | 2-geschossiges Fachwerkhaus mit Krüppelwalmdach aus dem 18. Jh. Heute backsteinverkleidet. Fenster verändert. In Anbetracht der besonderen historischen Bedeutung Hülchraths ist die gesamte historische Bausubstanz stadtbaugeschichtlich wertvoll. Das Gebäude befindet sich in der Nähe des ehemals vorhandenen Stadttores. Die bauliche Verdichtung an dieser Stelle ist wichtig für die Ablesbarkeit der ursprünglichen Situation. Fachwerk ist sowohl im Giebel wie auch im rückwärtigen Teil vorhanden. Das Gebäude ist trotz einiger Veränderungen am Außenbau ein typisches Beispiel der für Hülchrath charakteristischen kleinmaßstäblichen Bebauung und muss als ortsbildprägend angesehen werden. In Form, Konstruktion und Material ist es für das äußere Erscheinungsbild des historischen Ortskernes wichtig. | 18. Jh.                | 31.05.1985       | 142             |
| Wegekreuz                                                                            | Wegekreuz                                                                            | Kapellen mit Neubrück und Tüschenbroich Talstraße 54 Karte                         | Wegkreuz aus dem 18. Jh. im Verband mit dem Wohnhaus Talstraße 54 errichtet. Der hohe schlanke Sockel trägt eine Inschrift; in der Muschelnische befindet sich ein Madonnenrelief. Das Kreuz selbst zeigt einen Reliefkorpus. Restauriert im Jahr 2005. Das Wegkreuz ist ein charakteristisches Beispiel der Wegkreuze des 18. Jh., die die handwerkliche Bildhauertradition dieser Zeit dokumentieren. Außerdem ist es ein Zeugnis der Volksfrömmigkeit, die im 18. Jh. oftmals durch Wegekreuze verdeutlicht wurde. Unterstützt wird diese Aussage durch die Angaben von Ortsansässigen, die heute noch erklären, dass das Wegkreuz eine traditionelle Station bei Prozessionen der Gläubigen war und ist. | 18. Jh.                | 31.05.1985       | 143             |
| Schildbergshof                                                                       | Schildbergshof                                                                       | Gubisrath Gubisrath 4 Karte                                                        | 4-flüglige geschlossene Backsteinhofanlage aus dem 19. Jh. Das 2-geschossige Wohnhaus ist in 5 Achsen gegliedert, die Backsteinfassade wird durch Lisenengliederung geschmückt. In der Wetterfahne ist die Hofanlage mit 1882 datiert. Die Scheunentrakte sind z. T. jüngeren Datums. Der Schildbergshof ist als Nachfolgebau einer älteren Anlage zu betrachten, die bereits in der Tranchotkarte verzeichnet ist. Damit ist mit der jetzt bestehenden Anlage eine siedlungsgeschichtlich ältere Situation belegt. Mitte der 1990er Jahre wurde der Schildbergshof zu einer Wohnanlage umgebaut. | 19. Jh.                | 03.06.1985       | 144             |
| Katholisches Pfarrzentrum                                                            | Katholisches Pfarrzentrum                                                            | Wevelinghoven Klosterweg 3 Karte                                                   | Bei dem heutigen Pfarrzentrum handelt es sich um ein ehemaliges Kloster. Nachdem die Vorgängerbauten durch Feuer vernichtet worden waren, wurde der Hof 1698 durch Mauritz de Fölkers wieder aufgebaut. Der Nordwestflügel des dreiflügligen Backsteinkomplexes stammt aus dieser Zeit. Er ist 2-geschossig und in 6 Achsen gegliedert und hat eine große Tordurchfahrt. Baustoff ist Backstein, die Gebäude sind verputzt. Im Torkeilstein ist eine Inschrift vorhanden, die Jahreszahl 1698 ist in Ankersplinte gesetzt. An den Gebäudekomplex schließt sich die 1-schiffige Backsteinkapelle mit Strebepfeilern und 3-seitiger Apsis an. Die Kapelle ist in neugotischen Schmuckformen gehalten und besteht aus geschlämmtem Backsteinmauerwerk. Der genannte Gebäudekomplex wurde 1877 und später mehrfach verändert und erweitert. | 1698                   | 06.08.1985       | 145             |
| Pavillon auf Mottenhügel                                                             | Pavillon auf Mottenhügel                                                             | Wevelinghoven Klosterweg 3 Karte                                                   | Fünfseitiger Fachwerkpavillon, errichtet Ende des 19. Jahrhunderts. Der Pavillon befindet sich inmitten einer Baumgruppe auf dem Mottenhügel. Zusammen mit der am Eingang zum Gartengelände des Pfarrgartens sich befindenden grottenartige Bildnische ist er Bestandteil einer parkähnlichen Anlage. | Ende 19. Jh.           | 13.08.1985       | 146             |
| Gut Lübisrath                                                                        | Gut Lübisrath                                                                        | Neukirchen Lübisrather Hof Karte                                                   | Gut Lübisrath ist eine 4-flügelige offene Hofanlage mit 2-geschossigem Wohnhaus, welches auf 1783 datiert ist. Die Scheunentrakte stammen teilweise aus dem 20. Jahrhundert, sind jedoch auf dem alten Grundriss errichtet. Das Anwesen ist damit als charakteristische Vierflügelanlage anzusehen. Das Wohnhaus von 1783 hat trotz einiger Veränderungen in wesentlichen Teilen sowohl Bausubstanz als auch ursprüngliches Erscheinungsbild bewahrt. Die Baumasse und die Art der Ausführung lassen deutlich erkennen, dass es sich hier um eine großbürgerliche Anlage mit einem nicht unerheblichen Repräsentationsanspruch handelt. Lübisrath gehört zu einem mittelalterlichen Siedlungsgebiet. Daher ist anzunehmen, dass die heute bestehende Hofanlage über das nachgewiesene 18. Jahrhundert hinaus auf eine mittelalterliche Hofstelle zurückgeht und damit in anschaulicher Weise eine landeskundliche, interessante Siedlungskontinuität dokumentiert. | 1783                   | 28.08.1985       | 147             |
| Wegekreuz                                                                            | Wegekreuz                                                                            | Neukirchen Lübisrather Hof Karte                                                   | Das Wegekreuz wurde Ende des 19. Jahrhunderts errichtet. Es besteht aus einem hohen, rechteckigen Sandsteinsockel und einem Sandsteinkreuz. Auf dem Sockel ist eine Marmortafel mit Inschrift angebracht. Das Sandsteinkreuz trägt einen Schieferkorpus. Das Wegekreuz ist ein typisches Beispiel der Volksfrömmigkeit des 19. Jahrhunderts. | Ende 19. Jh.           | 10.09.1985       | 148             |
| weitere Bilder                                                                       | Kloster Langwaden                                                                    | Langwaden Langwadener Straße Karte                                                 | Das Baudenkmal besteht aus dem Klostergebäude, dem Gutshof, den zu beiden gehörenden Garten und Parkanlagen sowie die alles umgebende Grabenanlage. Klostergebäude Barockbau mit drei im rechten Winkel aneinanderstoßenden Trakten. Im mittleren Trakt mit sieben Achsen befindet sich das Hauptportal, darüber, von vier toskanischen Säulen getragen, ein Balkon in Empireformen mit Monogramm. Darüber befindet sich, die Dachlinie durchbrechend, ein kleiner Aufsatz mit dem Maisonschen Wappen. Die beiden Seitenflügel haben nach innen neun, nach außen dreizehn Achsen. Gutshofanlage Geschlossene Anlage von 1897 im Nordwesten des Klosters mit mehreren Scheunen, Stallgebäuden und einem Wohnhaus. | 17./18. Jahrhundert    | 24.09.1985       | 149             |
| Landwirtschaftlicher Betrieb                                                         | Landwirtschaftlicher Betrieb                                                         | Hemmerden Vellrather Hof 1 Karte                                                   | Der Vellrather Hof bildet fast einen klassischen Fall einer Hoffeste. Der Hof stammt aus der 2. Hälfte des 18. Jahrhunderts und trägt ein Allianzwappen sowie im Torkeilstein die Jahreszahl 1784. Es handelt sich um eine 4-flügelige, geschlossene Backsteinhofanlage mit 2- geschossigem, 8- achsigem Wohnhaus. Das Wohnhaus hat verputzte Außenfassaden, Segmentbogenfenster mit Sandsteingewänden und ein Krüppelwalmdach. Die Scheunentrakte wurden im 19. Jahrhundert errichtet. Bereits in der Tranchotkarte wird der Hof als vierseitiger, geschlossener, großer Wirtschaftshof geführt. Der Vellrather Hof ist eine befestigte Hofanlage. Bis heute umschließen diesen Hof im Norden, Westen und Südwesten Grabenabschnitte, die zu dem früher die gesamte Hofesfeste umgebenden Wassergraben gehören. Dieser Grabenzug führte einst in 40 m Abstand um den eigentlichen Hof herum. Der Hof war seinerseits mit einer zweiten, eng um die Mauern herum geführten Grabenanlage umschlossen. Vellrath gehört damit zur relativ seltenen Gruppe der Hofesfesten mit doppelter Grabenumwehrung. | 2. Hälfte 18. Jh.      | 07.10.1985       | 150             |
| Geschäfts- und Wohnhaus                                                              | Geschäfts- und Wohnhaus                                                              | Kapellen mit Neubrück und Tüschenbroich Talstraße 31 Karte                         | 1909 erbautes spätgründerzeitliches Wohn- und Geschäftshaus in Ecklage. 2-geschossig mit putzgequadertem EG und rot verklinkertem mit Putzeinfassungen der Gewände versehenen OG. Gestalterischer Höhepunkt ist der über Eck stehende Fassadenteil mit wappenverzierter Brüstungsmauer und ebensolchem Keilstein sowie der Jahreszahl unter dem spitzbogigen Dachgeschoss-Fenster. Das Gebäude ist als ein charakteristisches Beispiel spätgründerzeitlicher Architektur mit Stilelementen der Neorenaissance mit gotisierendem Einschlag anzusehen, das sein ursprüngliches Erscheinungsbild unverändert bewahrt hat. Es ist zu vermuten, dass hier, nach dem geläufigen Prinzip der gründerzeitlichen Stadterweiterung, eine Art Eckmarkierung für anschließende Bauten erstellt werden sollte, die jedoch nicht, bzw. nicht in der vorgegebenen Form realisiert wurden. | 1909                   | 06.12.1985       | 151             |
| Bürogebäude                                                                          | Bürogebäude                                                                          | Grevenbroich Lindenstraße 31 Karte                                                 | Der Gebäudekomplex „Alte Post“ besteht aus dem 1896 erbauten Hauptgebäude und einem Nebengebäude, das später angebaut wurde. Das Hauptgebäude ist 2-geschossig und in 8 Achsen gegliedert, wobei die beiden Mittelachsen vorgezogen sind und ein Krüppelwalmdach tragen. Das Hauptdach ist als Walmdach gedeckt. Die Putzfassade wird geprägt durch historisierende Sandsteinfensterrahmungen. Die alte Post ist wegen ihrer Entwicklung vom Postgebäude zur Berufsschule und weiter zum Bürogebäude von ortsgeschichtlichem Interesse. | 1896                   | 06.12.1985       | 152             |
| Landwirtschaftlicher Betrieb                                                         | Landwirtschaftlicher Betrieb                                                         | Gubisrath Gubisrath 6 Karte                                                        | 4-flügliger offener Backsteinhof aus dem Jahr 1897. 2-geschossiges Wohnhaus in 4:2 Achsen, Backstein mit verputzten Sandsteinsohlbänken der Fenster; Baujahr datiert im Torkeilstein. | 1897                   | 10.12.1985       | 153             |
| Wegekreuz                                                                            | Wegekreuz                                                                            | Neurath Gürather Straße Karte                                                      | Sandstein-Wegekreuz aus Ende des. 19. Jahrhunderts. Verputzt, Sockel mit neugotischer Arkatur, Holzkreuz auf polygonalem Steinstumpf. | Ende 19. Jh.           | 04.06.1986       | 154             |
| Wegestock                                                                            | Wegestock                                                                            | Neu-Elfgen Deutsch-Ritter-Allee Karte                                              | Bildstock von 1654. Kapellenartiger Aufbau mit Dachreiter und Glocke, Pieta-Relief, Schiefer. Transloziert 1981 aus Elfgen-Belmen Der Denkmalwert dieses Objektes bezieht sich vor allem auf das Relief. Eine Bewertung des Bildstockes insgesamt ergibt eine gewisse heimatgeschichtliche Bedeutung unter Berücksichtigung der Tatsache, dass der ursprüngliche Aufstellungsort dem Tagebau zum Opfer gefallen ist. | 1654                   | 23.07.1986       | 155             |
| Ehemalige Synagoge                                                                   | Ehemalige Synagoge                                                                   | Hemmerden Mauristraße 6 Karte                                                      | Ehemalige Synagoge, um 1900. Eingeschossiger Backsteinbau, Gebäudeecken durch gemauerte Pfeilervorlagen hervorgehoben. Giebelseitiger werksteingerahmter (Sandstein) Eingang, in den Giebeldreiecken je ein Rundfenster. Traufseiten beidseitig mit Ziegelstein-Spitzbogenfriesen geschmückt, je Seite zwei Spitzbogenfenster mit den ursprünglichen, reich verzierten Eisenfenstern. Im Innenraum Holzempore weitgehend erhalten. | um 1900                | 04.12.1986       | 156             |
| Wohnhaus                                                                             | Wohnhaus                                                                             | Wevelinghoven Oberstraße 35 Karte                                                  | Qualitätsvolle um 1900 errichtete Villa, die vom Grundriss, vom Äußeren und vom Inneren her weitgehend erhalten ist. Es handelt sich hier um ein Haupthaus mit rückwärtigem Anbau. Straßenfassade gegliedert durch Turm, Gebäudevorsprung, Sockel mit Putzquaderung. Seitlicher Eingangsbereich mit zweiläufiger Treppe und Übergiebelung. Fenster überwiegend zweiflügelig, mit Kämpfer und unterteiltem Oberlicht (12 Felder). Der überwiegende Teil der Fenster ist durch Putzrahmung gefasst. | um 1900                | 05.03.1987       | 157             |
| Bürogebäude                                                                          | Bürogebäude                                                                          | Neuenhausen Am Welchenberg Karte                                                   | Ehemalige Klosteranlage aus der 2. Hälfte des 19. Jahrhunderts. Erhalten: 2-geschossiges Wohnhaus mit Segmentbogenfenstern einschließlich des teilweise darunter gelegenen Kellergewölbes. Im 19. Jahrhundert verändert. Für die Kirchen- und Siedlungsgeschichte der Stadtteile Neuenhausen, Gustorf, Gindorf, Allrath, Barrenstein, Frimmersdorf und Neurath ist die Anlage von großer Bedeutung. Im Zusammenhang mit dem Willibrordusbrunnen war das Kloster eine bekannte Wallfahrtsstätte und ist auch heute noch als historische Stätte im Bewusstsein der Einwohner der umliegenden Stadtteile vorhanden. Das Kloster Welchenberg mit seiner Umgebung kann eine historische Kontinuität aufweisen wie kaum ein anderer Ort der Stadt Grevenbroich. Bodenfunde dokumentieren, dass vermutlich an der Stelle einmal ein römisches Landgut und eine Gerichtsstätte bestanden haben. Außerdem haben sich eine Kirche und ein Friedhof auf dem jetzigen Gelände befunden. | 2. Hälfte 19. Jh.      | 02.06.1987       | 158             |
| Wegekapelle                                                                          | Wegekapelle                                                                          | Kapellen mit Neubrück und Tüschenbroich Kapellener Straße 2 Karte                  | 1912 errichtete Backsteinkapelle mit 3-seitiger Apsis, Spitzbogentor, Altar mit Kreuzigungsgruppe aus Gips, Konsolen mit Johannesfiguren; Jahreszahl mit Torgitter. | 1912                   | 10.09.1987       | 159             |
| Arztpraxis „Villa Ackermann“                                                         | Arztpraxis „Villa Ackermann“                                                         | Grevenbroich Röntgenstraße 9–15 Karte                                              | Bei dem Gebäude der Villa Ackermann in Grevenbroich handelt es sich um eine ländliche Villa aus der Zeit vor dem Ersten Weltkrieg. Das Gebäude ist in drei Achsen gegliedert mit betonter Mittelachse und besitzt die typischen Schmuckelemente dieser Zeit (strenge Lisenengliederung, Portalbetonung etc.). Seitlich anschließend befindet sich ein Seitentrakt. Das Wohnhaus sowie der Seitentrakt sind weitgehend original erhalten. Auch der Grundriss ist im Wesentlichen ablesbar geblieben. Im rückwärtigen Teil schließt sich ein Park mit sehr altem Baumbestand an. In Verlängerung der Mittelachse des Geländes befindet sich am Ende des Portals eine Treppenanlage. | um 1910                | 26.11.1987       | 160             |
| Wohngebäude                                                                          | Wohngebäude                                                                          | Kapellen mit Neubrück und Tüschenbroich Neubrück 20 Karte                          | Bei der Neubrücker Mühle an der Erft handelt es sich um zwei nebeneinander angeordnete Mühlengebäude in Backstein geschlämmt, die 1956 zu Wohnzwecken umgebaut wurden. Das südliche Mühlengebäude geht in seinem Kern möglicherweise auf das 17. Jh. zurück. 1798 (siehe Datierung im Giebel) wurde die Mühle durch einen zweiten parallel liegenden Baukörper erweitert. Ursprünglich diente sie als Getreidemühle und wurde später zusätzlich als Sägemühle genutzt. Vorgelagert zur Erft befand sich eine Wehranlage mit drei Eisenwasserrädern, von denen heute zwei Wasserräder und die Wehranlage erhalten sind. Die Bedeutung der Mühle ergibt sich nicht nur aus den Gebäuden, sondern ganz besonders aus den technischen Einzelheiten, die den Funktionsablauf der Mühle auch heute noch verständlich machen. Dazu gehören die zwei Wasserräder, die letzten im Bereich der Stadt Grevenbroich, und die Wehranlage. Dabei muss auch ganz besonders betont werden, dass sich die landschaftliche Gegebenheiten, und zwar der Verlauf der Erft in diesem Bereich, im Vergleich zu der topographischen Kartenaufnahme von Tranchot und Müffling kaum verändert hat.                                                                                            | 1798                   | 26.01.1988       | 161             |
| Neuer Friedhof Frimmersdorf                                                          | Neuer Friedhof Frimmersdorf                                                          | Frimmersdorf Friedhofstraße Karte                                                  | 4 Grabkreuze aus dem 18. Jh. am Hauptverbindungsweg. Hochkreuz (um 1900) in der Mitte der Friedhofsanlage. Bei 2018 begonnenen Restaurierungsarbeiten am Hochkreuz wurde eine Inschrift entdeckt, der zufolge das Kreuz von dem Kölner Bildhauer Otto Hansmann geschaffen wurde. | 18. Jh.                | 09.03.1988       | 162             |
| Friedhofsinventar                                                                    | Friedhofsinventar                                                                    | Allrath Neuer Friedhof Allrath, Bongarder Straße Karte                             | Mauer mit 3 Kreuzwegstationen (Ende des 19. Jh.), Terrakotta Kreuzigungsgruppe (Ende des 19. Jh., Sandstein.), Kriegerdenkmal einschließlich der einzelnen Grabkreuze, Basaltlavapfeiler und Baumgruppe. | Ende 19. Jh.           | 09.03.1988       | 163             |
| Grabkreuz                                                                            | Grabkreuz                                                                            | Barrenstein Neuer Friedhof Barrenstein, Wevelinghovener Straße Karte               | Grabkreuz von 1863, das vor Kopf am nordwestlichen Ende des Hauptweges auf der neuen Friedhofsanlage Barrenstein steht, Sandstein, Sockel mit Inschrift und Jahreszahl, Kreuz mit Metallkorpus, historisierende Schmuckformen. | 1863                   | 14.03.1988       | 164             |
| weitere Bilder                                                                       | Friedhofsinventar Alter Friedhof Neurath                                             | Neurath An St. Lambertus Karte                                                     | Friedhofsanlage aus dem 18. Jahrhundert. Friedhofstreppenanlage an der Straße An St. Lambertus mit eingebundenen Mauern einschließlich der kreuzförmigen zwei Grabsteine (links und rechts im oberen Bereich des Hauptfriedhofsweges) des 18. Jahrhunderts. Historische Wegeführung Kriegerehrenmal für die Gefallenen des Ersten Weltkrieges, historische Grabsteine und Grabmale Umgestaltung im Jahr 2005: Abräumung abgelaufener Gräber, Anlegung von Rasenflächen, Pflanzung von Bäumen und Sträuchern, Erhaltung von historischen Grabsteinen. | 18. Jh.                | 09.05.1988       | 165             |
| Wegekreuz                                                                            | Wegekreuz                                                                            | Neuenhausen Ecke Haupt-/Pastoratstraße Karte                                       | Sandstein-Wegekreuz vom Ende des 19. Jh. Verputzt, Sockel mit Inschrift und neuromanischen Schmuckformen, neues Kunststeinkreuz mit Metallkorpus. | Ende 19. Jh.           | 20.06.1988       | 166             |
| Katholische Pfarrkirche St. Stephanus                                                | Katholische Pfarrkirche St. Stephanus                                                | Elsen Elsener Haus Karte                                                           | 1715 errichteter Backstein-Saalbau mit Rechteckchor mit abgerundeten Ecken, Querschiff und vorgesetztem Westturm (letzterer 12. Jh. aus Tuff); Querschiff und Chor 1896 überarbeitet; im Inneren Tonnengewölbe, Vierung mit Pendentifkuppel, Ausstattung des 18. Jh. (Altar, Südportal etc.) Kirchengestühl und Figuren des 19. Jh. Deutsches Ordenswappen über dem Südportal an der Innenseite, in der Vorhalle des Turmuntergeschosses Grabplatte von 1761. | 1715                   | 13.02.1990       | 167             |
| Jüdischer Friedhof                                                                   | Jüdischer Friedhof                                                                   | Hülchrath und Münchrath Jahnstraße Karte                                           | Seit 1907 belegter Friedhof der jüdischen Gemeinde Hülchrath. 15 Grabsteine in einer Reihe aus Kunst- und Naturstein des 19. und 20. Jahrhunderts. | 1907                   | 03.04.1990       | 168             |
| weitere Bilder                                                                       | Jüdischer Friedhof                                                                   | Hemmerden Hemmerdener Weg, nördlich der Landstraße 71 Karte                        | Kleine von Hecken eingefasste rechteckige Anlage mit Grabsteinen des frühen 20. Jahrhunderts und neueren Steinen. | frühes 20. Jahrhundert | 03.04.1990       | 169             |
| Jüdischer Friedhof                                                                   | Jüdischer Friedhof                                                                   | Wevelinghoven Zehntstraße Karte                                                    | Aufgrund ihrer Lage außerhalb des Ortes und der Einfriedigung durch Hecken stellt die Anlage mit etwa 20 Grabsteinen einen typischen jüdischen Friedhof des frühen 20. Jahrhunderts dar. | frühes 20. Jh.         | 03.04.1990       | 170             |
| Jüdischer Friedhof                                                                   | Jüdischer Friedhof                                                                   | Grevenbroich Montanusstraße Karte                                                  | Rechteckige Anlage (Mitte des 19. Jahrhunderts) mit Grabsteinen des 18., 19. und 20. Jh. aus Sand und Kunststein. | Mitte 19. Jh.          | 03.04.1990       | 171             |
| Wohnhaus                                                                             | Wohnhaus                                                                             | Wevelinghoven Oberstraße 2 Karte                                                   | Etwa um ca. 1900 erbautes 2-geschossiges Eckwohnhaus zur Oberstraße giebelständig in 3 Achsen, zur Zehntstraße traufständig in 4 Achsen; rötlicher Klinkerbau gegliedert durch waagerecht umlaufende gelbliche Klinkerbänder; mit den gleichen Steinen sind Tür- und Fensteröffnungen gerahmt. Die aus der Bauzeit stammenden Holzfenster besitzen im Ober- und Dachgeschoss noch die ursprüngliche Teilung. Im Inneren sind im Eingangsbereich die alte reichverzierte Holztreppe und der damals übliche Kunststeinboden erhalten. Sämtliche Türen und Türgewände sind ursprünglich (mit Kassettenfüllung). Die Decken tragen die Original-Stuckaturen. | um 1900                | 03.04.1990       | 172             |
| Rittergut Noithausen                                                                 | Rittergut Noithausen                                                                 | Noithausen Am Rittergut 11 Karte                                                   | Vierflüglige Backstein-Hofanlage aus dem 18. Jh. Das Herrenhaus, 2-geschossig in 6 Achsen, stammt aus der Mitte des 18. Jh. Der zweiachsige dreigeschossige Turm auf quadratischem Grundriss mit geschweifter Haube und Laterne wurde 1909 angebaut. Sandsteinsohlbänke. Die nach Süden zur Kirche hin gelegenen 2-geschossigen Wirtschaftsgebäude stammen aus der Jahrhundertwende; sie wurden, wie auch die übrigen Wirtschaftsgebäude, im Zweiten Weltkrieg zum größten Teil zerstört und auf dem alten Grundriss ab 1947 wieder aufgebaut. Zum Rittergut gehört eine große Parkanlage. | 18. Jh.                | 08.05.1990       | 173             |
| Grabkreuz                                                                            | Grabkreuz                                                                            | Grevenbroich Kriegerdenkmäler, Friedhof Montanusstraße Karte                       | Friedhof von ca. 1900 Rondell mit axial angelegten Kriegerdenkmälern Kriegergedächtnisstätte (Erster Weltkrieg) sowie Sandsteinkreuz (Zweiter Weltkrieg) Kapelle und Leichenhalle (Anfang 1950er Jahre) sowie ehem. Leichenhaus aus Anfang 20. Jh. mehrere steingefasste Familiengrabstätten. | ca. 1900               | 03.07.1990       | 174             |
| Wohnhaus                                                                             | Wohnhaus                                                                             | Hülchrath und Münchrath Sebastianusplatz 7 Karte                                   | Wohnhaus erbaut 1893. 2-geschossig in 3 Achsen, über Tür und Fenster Stichbögen, Sockel und Seitengiebel vorgezogen. Rechtsseitig ein kleiner, 1946 entstandener Anbau, der nicht unter Denkmalschutz steht. Das Gebäude stellt einen unverzichtbaren Bestandteil bezüglich der städtebaulichen Fassung des Sebastianusplatzes dar. | 1893                   | 09.07.1990       | 175             |
| Wohn- und Geschäftshaus „ehemaliges Landratsamt“                                     | Wohn- und Geschäftshaus „ehemaliges Landratsamt“                                     | Wevelinghoven Poststraße 91 Karte                                                  | 3-geschossiges Gebäude aus dem frühen 19. Jh. mit beidseitigen 2-geschossigen Anbauten. Haupthaus in 5 Achsen, über den Fenstern im 1. OG Giebelverdachungen, Fassade durch Gesimse gegliedert, umlaufendes Kranzgesims mit überstehendem Walmdach. Anbauten je in 3 Achsen, heute linksseitig im Erdgeschoss eine Schaufensteranlage, rechtsseitig ein größeres Tor eingebaut. Rückfassade des Haupthauses in 3 Achsen, mittlere Achse als Risalit mit Dreiecksgiebelabschluss. Aus der Zeit der Hauserbauung sind erhalten: Haupteingangstüre, Treppenhausfußboden, Holztreppe, Stuckdecke. Das Haus ist für die Ortsgeschichte Wevelinghovens bedeutend, da der Landrat Caspar Joseph von Heinsberg dieses Haus erworben hatte und am 20. Dez. 1866 das Kreisbüro in dieses Haus verlegte. Von dort wurden die Kreisgeschäfte mit mehreren Unterbrechungen bis 1886 geführt. | Frühes 19. Jh.         | 09.10.1990       | 176             |
| Grabkreuz                                                                            | Grabkreuz                                                                            | Hemmerden Ecke Goldregen-/Buscher Straße Karte                                     | Sandsteinkreuz aus dem Jahre 1703 An der Vorderfront Inschrift und Totenkopfrelief. | 1703                   | 22.01.1991       | 177             |
| Hofanlage „Laacher Hof“                                                              | Hofanlage „Laacher Hof“                                                              | Laach Am Laacher Haus 4 Karte                                                      | Das ehemalige Herrenhaus ist zweigeschossig, giebelständig in fünf Achsen mit Satteldach und ziegelsteinsichtigem Mauerwerk ausgeführt. Türlaibungen und Sohlbänke in Sandstein. Das Dach ist mit altfarbenen Hohlfalzziegeln gedeckt, auf der Nordseite befinden sich vier Gauben, im Süden, zum Innenhof hin, zwei Gauben. Haustüre, Holzwangentreppe und Bodenbeläge im Erdgeschoss sind aus der Zeit der Gebäudeerrichtung erhalten. Sämtliche Fenster und Schlagläden wurden erneuert. Der Denkmalwert beschränkt sich auf das ehem. Herrenhaus. | 2. Hälfte 19. Jh.      | 21.01.1991       | 178             |
| Wohnhaus                                                                             | Wohnhaus                                                                             | Hülchrath und Münchrath Am Zolltor 4 Karte                                         | Zweigeschossiges, traufständiges Fachwerkhaus (teilweise Ulmenholz) aus dem 18. Jahrhundert. Freistehend daneben ein eineinhalbgeschossiger Fachwerkschuppen mit ungleichschenkeligem Satteldach und mit Hohlpfannen gedeckt. Straßenfront des Wohnhauses und Giebel des vorgenannten Nebengebäudes liegen in derselben Flucht. Fenster- und Türöffnungen sind mit Holzgewänden verkleidet. Straßenseitig ist ein Sockel vorgesetzt und die ursprünglichen Fensteröffnungen im Erdgeschoss sind vergrößert worden. Originalgrundriss und Holztreppe sind unverändert, im Obergeschoss sind die Kölner Decken erhalten. Der Dachstuhl ist teils überarbeitet. | 18. Jh.                | 17.10.1991       | 179             |
| Wegekreuz                                                                            | Wegekreuz                                                                            | Neu-Elfgen An St. Georg Karte                                                      | Kreuz aus dem Jahre 1852, im Januar 1985 transloziert. Auf eine künstliche erhöhte Plattform, die von darüber hinausragenden brüstungsartigen Wänden (Mauerwerk verputzt) umgeben ist, führt eine vierstufige Treppe aus Basaltlava. Dem freistehend im hinteren Bereich der Plattform angeordneten Wegkreuz ist ein Podest vorgelagert. Das eigentliche Sandstein-Wegkreuz wird aus Basis, Sockel, Mittelblock, Abdeckhaube und bekrönendem Kreuz mit gusseisernem Korpus Christi gebildet. Der Mittelblock ist vorne mit lateinischer Inschrift einschl. Chronogramm und Ornamenten versehen, die Rückseite trägt Stifterangaben. Den unteren Treppenabschluss bildet ein eisernes Törchen, seitlich und hinten wird die Anlage durch drei wie auch vor der Translozierung vorhandene Lindenbäume gerahmt. | 1852                   | 17.10.1991       | 180             |
| Reisdorfer Wegekreuz                                                                 | Reisdorfer Wegekreuz                                                                 | Neu-Elfgen An St. Georg Karte                                                      | Stationskreuz (überwiegend aus Raerener Kalkstein) aus dem 18. Jh. Profilierte Basis, Sockelteil (Liedberger Sandstein), profilierte Zwischenplatte mit Vorkragung nach vorne, Mittelblock mit muschelartiger Expositionsnische, kleine profilierte Abdeckhaube (Trachyt), bekrönendes Kreuz mit Darstellung des gekreuzigten Christus und einer Inschrifttafel (INRI). Das Kreuz wurde zweimal transloziert. Bei der letzten Umsetzung ging die Expositionsnische verlustig. | 18. Jh.                | 17.10.1991       | 181             |
| Wegekreuz                                                                            | Wegekreuz                                                                            | Kapellen mit Neubrück und Tüschenbroich Heinestraße Karte                          | Stationskreuz aus Trachyt, mit Basis, Sockel mit Jahreszahl 1780 und Wappen, Zwischenplatte, Mittelblock mit Expositionsnische (Muschelornament); darüber ein rechteckiger Stein, auf dem ein bekrönendes Kreuz mit erhabener Christusdarstellung und Inschrift INRI steht. Das Kreuz, das an der Friedrichstraße stand, wurde 1984 restauriert und über eine Entfernung von ca. 300 m transloziert. | 1780                   | 17.10.1991       | 182             |
| Gedenkkreuz                                                                          | Gedenkkreuz                                                                          | Allrath An der Auffahrt zur Vollrather Höhe Karte                                  | Um 1900 erstelltes transparent aus Flach- und Vierkanteisen gearbeitetes Kreuz. Sämtliche Kreuzenden sind durch schneckenförmig eingerollte Eisenteile verziert. In der Kreuzmitte befindet sich aufgesetzt eine Rosette, die durch einen Strahlenkranz (beide Teile aus Gusseisen) unterlegt ist. An den Kreuzbalken und an dem Kreuzstamm hängt eine gekreuzigte Jesusdarstellung (Gusseisen). Zwischen 2000 und 2005 restauriert und zum jetzigen Standort transloziert. | um 1900                | 17.10.1991       | 183             |
| Wegekreuz                                                                            | Wegekreuz                                                                            | Wevelinghoven Oberstraße/Am Böhnerfeld Karte                                       | Wegkreuz aus geschlämmtem Sandstein, im Sockel datiert mit der Jahreszahl 1763. Rechteckiger Sockel mit Muschelnische, darüber ein kleines Puttenrelief. Schmiedeeisernes Kreuz mit gefasstem Metallkorpus. | 1763                   | 17.10.1991       | 184             |
| Wohnhaus                                                                             | Wohnhaus                                                                             | Neukirchen Jakobusplatz 8 Karte                                                    | Wohnhaus aus der 2. Hälfte des 18. Jahrhunderts. 2-geschossig in 3:1 Achsen, Mitteltür mit Treppe aus Lavabasalt, Tür später verändert; rau verputzt, Krüppelwalmdach. Das Wohnhaus bildet durch seine Maßstäblichkeit einen wichtigen Bezugspunkt des städtebaulichen Erscheinungsbildes im Kirchenumfeld und stellt zusammen mit dem 1786 errichteten Gebäude Jakobusplatz 1 die älteste profane Bausubstanz in diesem Bereich dar. Zwei Kreuze am südöstlichen Giebel weisen auf die frühere Nutzung als Vikarie hin. Der Original-Grundriss sowie die alten Türen und Türlaibungen im Inneren des Hauses sind erhalten. | 2. Hälfte 18. Jh.      | 13.04.1992       | 185             |
| Gut Norbisrath                                                                       | Gut Norbisrath                                                                       | Neukirchen an der Kreisstraße 31 Karte                                             | 1907 errichtete vierflügelige, geschlossene Backstein-Hofanlage. Wohnhaus zweigeschossig in fünf Achsen, die Mittelachse leicht vorgezogen und übergiebelt, Stichbogenfenster, Krüppelwalmdach; Umbauten innerhalb des Wohnhauses, der ursprüngliche Grundriss ist noch erkennbar. Westlich angeschlossen ein eingeschossiger Wohnhausbau. Grosse Scheunenhalle mit Stichbalkendach, Jahreszahl im Torkeilstein. Gut erhaltene Hofanlage des frühen 20. Jh. in zeittypischer Ausformung und anspruchsvoller Qualität. Die heute bestehende Hofanlage geht auf eine ca. 130 m westlich gelegene, mittelalterliche Hofstelle, von der obertägig keine Reste mehr vorhanden sind, zurück und dokumentiert anschaulich die Siedlungsgeschichte von Gut Norbisrath. | 1907                   | 21.04.1992       | 186             |
| Wohnhaus                                                                             | Wohnhaus                                                                             | Hemmerden Landstraße 82 Karte                                                      | Zweigeschossiges, giebelständiges, 1870 im Historismus-Stil errichtetes Wohnhaus. Das Gebäude ist verputzt; die Straßenfassade wurde gestalterisch hervorgehoben. Gliederung in 3 Achsen, vorstehende Laibungen rahmen die Fenster, Stichbögen bilden im Erd- und ersten Obergeschoss den oberen Abschluss. Die waagerechte Gliederung besteht aus einem vorstehenden Sockel- und einem in Felder aufgeteilten Gurtsims. Vorspringende, mit Rosetten verzierte Brüstungen, ein Dreiecksgiebel und zwei waagerecht angeordnete Bekrönungen betonen zusätzlich die Fenster des ersten Obergeschosses. Das Dachgeschoss wird mittig durch ein Rundfenster und seitlich durch je ein Rundbogenfenster belichtet. Parallel zum Ortgang des Giebels verläuft ein ornamentiertes Fries. Auf den verbleibenden Freiflächen aufgeputztes Quadermauerwerk mit wechselnden Schichthöhen. Erwähnenswert ist noch der große Küchenherd aus der Zeit der Nutzung des Gebäudes als Kloster. | 1870                   | 28.12.1992       | 187             |
| Wohnhaus                                                                             | Wohnhaus                                                                             | Wevelinghoven Poststraße 61 Karte                                                  | Zweigeschossiger Backsteinbau, errichtet 1901, traufständig zur Poststraße, in 5 Achsen und durch Gesimse gegliedert. Eingangstüre und Fenster mit Putzfassung gerahmt. Dreiecksgiebel über 4 Fenstern im Obergeschoss, das mittlere Fenster ist mit einem Segmentgiebel versehen. Fenster im Erdgeschoss verändert, im Obergeschoss Originalfenster. Qualitätsvolle Zaunanlage zur Poststraße. | 1901                   | 28.12.1992       | 188             |
| Wohnhaus mit Gaststätte                                                              | Wohnhaus mit Gaststätte                                                              | Hemmerden Landstraße 33 Karte                                                      | Im 18. Jahrhundert errichtetes zweigeschossiges Fachwerkhaus in nicht durchgezogenen Achsen. Straßenseitig angeordnete Eingangstüre, Fenster im Erdgeschoss und Sockel verändert. Der ehemalige, vordere Treppenaufgang wurde hofseitig verlegt. | 18. Jh.                | 01.12.1993       | 189             |
| Wohnhaus                                                                             | Wohnhaus                                                                             | Grevenbroich Bahnstraße 38 Karte                                                   | Bei dem Objekt (ehemaliges Büro des Notars Wemper) handelt es sich um ein zweigeschossiges, traufständiges, geputztes Stadtreihenhaus von 1913 mit Fachwerk-Fenstergiebel. Das Gesamthaus wird durch eine innenliegende, aufwendige Holztreppenanlage erschlossen. Der hofseitige, im Erdgeschoss des Vorderhauses gelegene Raum weist in Holz eine aufwändige, halbhohe Wandverkleidung mit Schrankeinbau und Kassettendecke auf. Sämtliche ursprüngliche Füllungstüren sind einschließlich der Beschläge und reich profilierten Gewände erhalten. Das Gleiche gilt für die reich mit Pflanzen-Ornamenten versehenen alten Gusseisen-Heizkörper. | 1913                   | 11.05.1995       | 190             |
| Gustorfer Mühle (Wehranlage, Turbine und Turbinengehäuse der ehemaligen Wassermühle) | Gustorfer Mühle (Wehranlage, Turbine und Turbinengehäuse der ehemaligen Wassermühle) | Gindorf Zur Wassermühle 27–31 Karte                                                | Die Gustorfer Mühle überliefert im Standort eine der für das ländliche Wirtschaftsleben so wichtigen Kornmühlen. Der Komplex aus Speichergebäude, Mühle und Turbinenhaus mit erhaltener Turbine dokumentiert die hier noch auf Nutzung der Wasserkraft ausgerichtete Technik des Kornmahlens. Quer über den Flusslauf hinwegreichend erstreckt sich ein aus Holz gefertigtes Wehr. Zwischen kräftigen Ständern, die zum Mühlenteich durch Streben versteift sind, befinden sich Holztore, die durch Zahnstangen und Handkurbeln bedient werden konnten. Das Wehr sicherte die zum Betrieb der Turbine notwendige Stauhöhe des Wassers und ist integraler Bestandteil der Gesamtanlage. | Ende 19. Jahrhundert   | 27.06.1995       | 191             |
| Ehemaliges Walzwerk                                                                  | Ehemaliges Walzwerk                                                                  | Grevenbroich Am Hammerwerk 33 Karte                                                | Ältestes Gebäude ist die westlich gelegene Walzwerkhalle von 1872/73. Es ist nur in seinem äußeren Erscheinungsbild - Westgiebel und südliche Trauffassade mit Rundbogenfenster - als denkmalwert zu betrachten. Die Dach-Eisenkonstruktion wurde, wie am Giebel noch ablesbar ist, bei einer Erneuerung angehoben und die seitlichen Dachflächen abgeflacht. Im Norden schließt sich unmittelbar über die gesamte Gebäudelänge erstreckend eine ca. 13,5 m breite niedrigere, vermutlich später errichtete Nebenhalle an. Östlich an die Walzwerkhalle stößt eine 1899 errichtete zweigeschossige Werkhalle an. Nördlich grenzt ein 2-geschossiger Verwaltungs- und Sanitärtrakt an. An die Nordwestecke der nördlichen Nebenhalle der Walzwerkhalle grenzt ein im rechten Winkel angeordnetes zweigeschossiges Backsteingebäude an. | 1872/73                | 09.11.1995       | 192             |
| Ehemaliges Lehrerhaus                                                                | Ehemaliges Lehrerhaus                                                                | Hemmerden Schulstraße 3 Karte                                                      | Ehemaliges Lehrerhaus der kath. Grundschule, heute als Mehrfamilienhaus genutzt. Traufständiger Backsteinbau in 4 Achsen, wobei die zwei mittleren Achsen über die Traufe reichend mit Giebel vorversetzt sind, Segmentbogenfenster, Backsteinornamentik, erbaut Ende des 19. Jahrhunderts. Geschlossener Innenhof mit angrenzendem eingeschossigem traufständigen Nebengebäude. Straßenseitige Backsteinböschungsmauer mit schmiedeeisernem Zaun und Ziegelsteinpfeilern. | Ende 19. Jh.           | 01.02.1996       | 194             |
| Grabkreuz                                                                            | Grabkreuz                                                                            | Neuenhausen Verlängerte Sauerbruchstraße Karte                                     | Grabkreuz aus Liedberger Sandstein, rechteckiger Querschnitt, Sattelkopf, glatte Armenden, Winkelviertelzylinder, auf der Vorderseite erhabener, umlaufender Rand, vertiefte Schrift in Antiqua-Großbuchstaben. Auf dem Querbalken: AO J728 Henrich Graferath. <<< G.T.D.S. Auf der Kopffläche ein vertieftes Christusmonogramm (IHS) mit umlaufendem Strahlenkranz, Fußverbreiterung. Auf der Grabkreuzrückseite erhaben umlaufender Rand, im Querbalken Christusmonogramm mit Kreuz (im Kopf) und Herz (im Stamm). | 1728                   | 01.02.1996       | 195             |
| Wohnhaus                                                                             | Wohnhaus                                                                             | Grevenbroich Bahnstraße 91 Karte                                                   | Das Objekt wurde im Jahre 1912 errichtet und ist in seiner bisherigen Struktur weitgehend erhalten geblieben. Das Haus ist Bestandteil einer geschlossenen Straßenzeile, die das Stadtzentrum direkt mit dem Bahnhof verbindet und die in der Stadtgeschichte daher eine wichtige Funktion innehatte. Das zweigeschossige dreiachsige Gebäude ist in der rechten Achse mit einer erhöht und eingetieft liegenden, originalen Haustür erschlossen. | 1912                   | 09.07.1998       | 196             |
| Grabmal der Familie Kratz                                                            | Grabmal der Familie Kratz                                                            | Grevenbroich Friedhof Montanusstraße Karte                                         | Christus-Statue aus italienischen Granit auf schlicht gestalteter Steinaufeinanderstellung. Skulptur aus Bronzeblech, Kreuz aus Stahl. Die Inschrift im Sockel lautet: „Ich bin die Wahrheit und das Leben. Ruhestätte der Familie Johannes Kratz.“ Die Aufschrift auf einem Schild weist den Hersteller der Plastik aus: „Galvanopl. Kunstanstalt Geislinger-St.“ | um 1900                | 15.06.1999       | 197             |
| Büro- und Wohnhaus                                                                   | Büro- und Wohnhaus                                                                   | Grevenbroich Karl-Oberbach-Straße 50 Karte                                         | Das zweigeschossige, dreiachsige Eckhaus mit vertieftem Mansarddach und sich westlich anschließendem niedrigen, flach gedachten Anbau wurde um 1890 (ausweislich historischer Planunterlagen; vor 1895) im Zuge der östlichen Stadterweiterung errichtet. Der einachsige Anbau ist ebenfalls zweigeschossig. Bauherr war ein Rechtsanwalt namens PH. Schlick, der das Gebäude (damals noch Wilhelmstr. 1) als Wohnhaus errichtete. Der mit seiner roten Klinkerfassade zunächst schlicht wirkende Massivbau besticht durch seine für ein Wohnhaus aufwändige äußere Werksteingestaltung ebenso wie durch die qualitätsvolle originale Innenausstattung. Ein Gurt- und profiliertes Dachgesims aus Naturstein gliedern das Bauwerk horizontal. Auffallend sind die Fenster mit Bogensturz, deren Gewände, Kämpfer und teilweise Kreuzstöcke aus abgefassten Natursteinen bestehen, bis auf wenige Ausnahmen sind die originalen Holzfenster mit Beschlägen noch vorhanden. Das Innere des Hauses betritt man durch die originale zweiflügelige Haustür aus Holz mit Oberlicht und vergitterten Gläsern in den Flügeln. Im gesamten Flur- und Dielenbereich des Erdgeschosses hat sich zudem der originale Steinzeugfliesboden erhalten, der teppichartig verlegt ist. | um 1890                | 26.08.1999       | 198             |
| Wegekreuz                                                                            | Wegekreuz                                                                            | Hemmerden Ecke Landstraße/Hemmerdener Weg Karte                                    | Sandstein-Wegkreuz, 1730 als Fußfall im Bereich des Winzerather Hofes errichtet, später zum heutigen Standort transloziert. Profilierte Sockelplatte, Unterbau bestehend aus einem Rechteckquader, dessen Vorderseite gerahmt, nachstehende Inschrift trägt: Johannes Hemricus Hausmann Frau Anna Margaretha Schröder 1730, 10. Juny Nach vorne vorkragende, im oberen Bereich profilierte Zwischenplatte. Mittelblock bestehend aus einem Rechteckquader, dessen Vorderseite gerahmt, das Relief eines säenden Bauern zeigt, profiliertes Abschlusssims mit Haube. Auf kleiner Basis stehend bekrönendes Kreuz mit Steinkorpus. Wegekreuz durch hintere, geschmiedete Druck- bzw. Zugstange gesichert. | 1730                   | 03.09.1999       | 199             |
| Wohnhaus                                                                             | Wohnhaus                                                                             | Hemmerden Pfannenstraße 40 Karte                                                   | 1781 in Fachwerk-Bauweise errichtetes ehemals bäuerliches Anwesen. Anfang des 20. Jh. wurde das vierte Fach durch einen Backsteinanbau ersetzt; seitdem keine landwirtschaftliche Nutzung. Errichtung einer Mauer zur Straße. 1-geschossiger Fachwerkbau mit Drempel und Satteldach mit liegendem Dachstuhl und Dachüberstand, zum Hof mit Bügen verstärkt. Das Gebäude liegt gegenüber dem Straßenniveau einige Stufen erhöht. In den traufseitigen Außenwänden bilden zusätzliche Pfosten sowie Brüstungs- und Kopfriegel liegende Gefache, in denen in großen Teilen noch die historischen Ausfachungen mit Staken und Lehm erhalten sind. Die Aussteifung geschieht durch steile, über die gesamte Höhe des Erdgeschosses reichende Streben an den Eckpfosten. | 1781                   | 05.08.2004       | 200             |
| Katholisches Pfarrzentrum St. Josef                                                  | Katholisches Pfarrzentrum St. Josef                                                  | Südstadt An St. Josef 1 Karte                                                      | In den Jahren 1957 bis 1959 vom Kölner Architekten Gottfried Böhm erbautes Pfarrzentrum, das in Rechteckform die Kirche, die Sakristei, das Pfarrhaus, die Bibliothek gruppiert und dabei den Zentralbau des Baptisteriums und den Campanile umschließt. Die nach Norden orientierte Kirche ist zweischiffig mit breitem, tonnengewölbtem Hauptschiff mit Rechteckchor. Niedrigeres Seitenschiff mit Marien-, Josefsaltar und zwei Beichtstühlen. Dominanter, den Marmorblock des Altars überspannender Baldachin. Gegenüber Orgelempore mit Orgel, Aufgang über wandfeste Treppe mit Rastergeländer. Außenbau mit achteckigen bzw. kleinen quadratischen Werksteinplatten überspannt, das Dach der Kirche zinkblechverkleidet. Polygonale Taufkapelle mit hohem Zeltdach, die Fenster von H. Lang, ausgeführt 1968. Campanile auf rechteckigem Grundriss, Beton, oben kleinteilig durchbrochen. Pfarrhaus und Bibliothek zweigeschossige Bauten, verbunden durch Pergola bzw. durchfenstertes Wandstück. | 1957–1959              | 05.04.2007       | 202             |